# 第160回天皇賞
第160回天皇賞（だい160かいてんのうしょう・あき）、正式名称天皇陛下御即位慶祝 第160回天皇賞（秋）は、2019年10月27日に東京競馬場で開催された競馬の競走である。アーモンドアイが優勝した。

## 天皇陛下御即位慶祝競走
2019年（令和元年）10月22日に令和の「即位礼正殿の儀」が執り行われた今上天皇の即位を記念して、秋の天皇賞の競走名を「天皇陛下御即位慶祝 第160回天皇賞（秋）」と定めて、「慶祝競走」が開催されることとなった。
それを受け、日本中央競馬会（JRA）では、ウインズやエクセル、東京競馬場内の競馬博物館にて、「天皇陛下御即位慶祝メモリアルブック」が配布され、天皇賞の歴史についてや皇室と競馬の繋がり、競馬関係者や著名人が語る天皇賞の思い出が掲載された。

## レース施行前の状況

### 主な競走の結果
図中の太字強調は本競走に出走する馬である。

#### 安田記念
| 着順 | 馬名               | 性齢 | 騎手       | 斤量 | タイム | 着差 | 着差 | 人気 |
| ---- | ------------------ | ---- | ---------- | ---- | ------ | ---- | ---- | ---- |
| 1    | インディチャンプ   | 牡4  | 福永祐一   | 58   | 1:30.9 |      |      | 4    |
| 2    | アエロリット       | 牝5  | 戸崎圭太   | 56   | 1:30.9 | クビ | 0.0  | 3    |
| 3    | アーモンドアイ     | 牝4  | C.ルメール | 56   | 1:30.9 | ハナ | 0.0  | 1    |
|      |                    |      |            |      |        |      |      |      |
| 7    | ケイアイノーテック | 牡4  | 幸英明     | 58   | 1:31.3 |      | 0.4  | 10   |
|      |                    |      |            |      |        |      |      |      |
| 16   | ダノンプレミアム   | 牡4  | 川田将雅   | 58   | 1:32.9 |      | 2.0  | 2    |

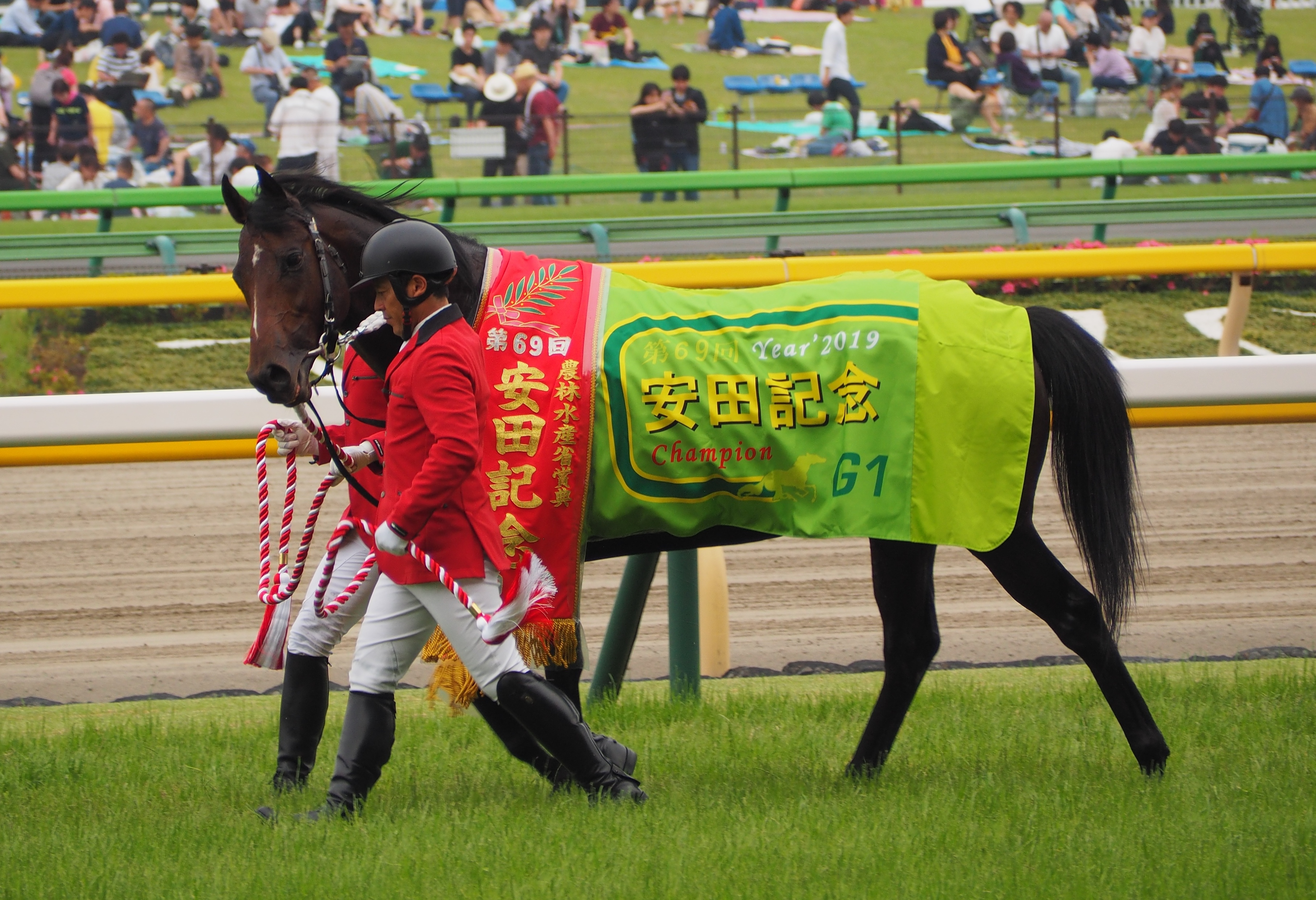
初勝利を挙げ、優勝レイをかけられるインデイチャンプ

安田記念は、インディチャンプが最後の直線4、5番手から外に持ち出して抜け出し、安田記念のレースレコードでGI初制覇を成し遂げた。2着のアエロリットは前走のヴィクトリアマイルから中2週の間隔での出走、直線で逃げ粘るものの、2018年の安田記念と同じ2着となった。騎乗した戸崎圭太は「落ち着いていたし、いい雰囲気でした。レースもいい形で運べたし、リズムもよかった。」と振り返っている。3着のアーモンドアイは、スタート直後に大外枠のロジクライが内に大きく切り込んだことにより、後方に閉じ込められる不利があったが、最後の直線で出走メンバー中最速の上がり3ハロン32秒4の末脚を見せた。騎乗したルメールは、「スタートで問題があった。あれで5馬身くらい（ロスした）。GIのマイルで…。最後まで頑張っていたんですが」と話した。7着のケイアイノーテックは、12番手から上がり3位の32秒7の末脚を見せた。16着のダノンプレミアムは、同じくロジクライによる不利を受け、後方からレースを進めることとなったが、ダッシュがつかず、最後は無理せずに流して入線した。入線後騎乗した川田が、馬場内で下馬し、馬運車で運ばれ、診療所で検査を受けたが異常は認められなかった。

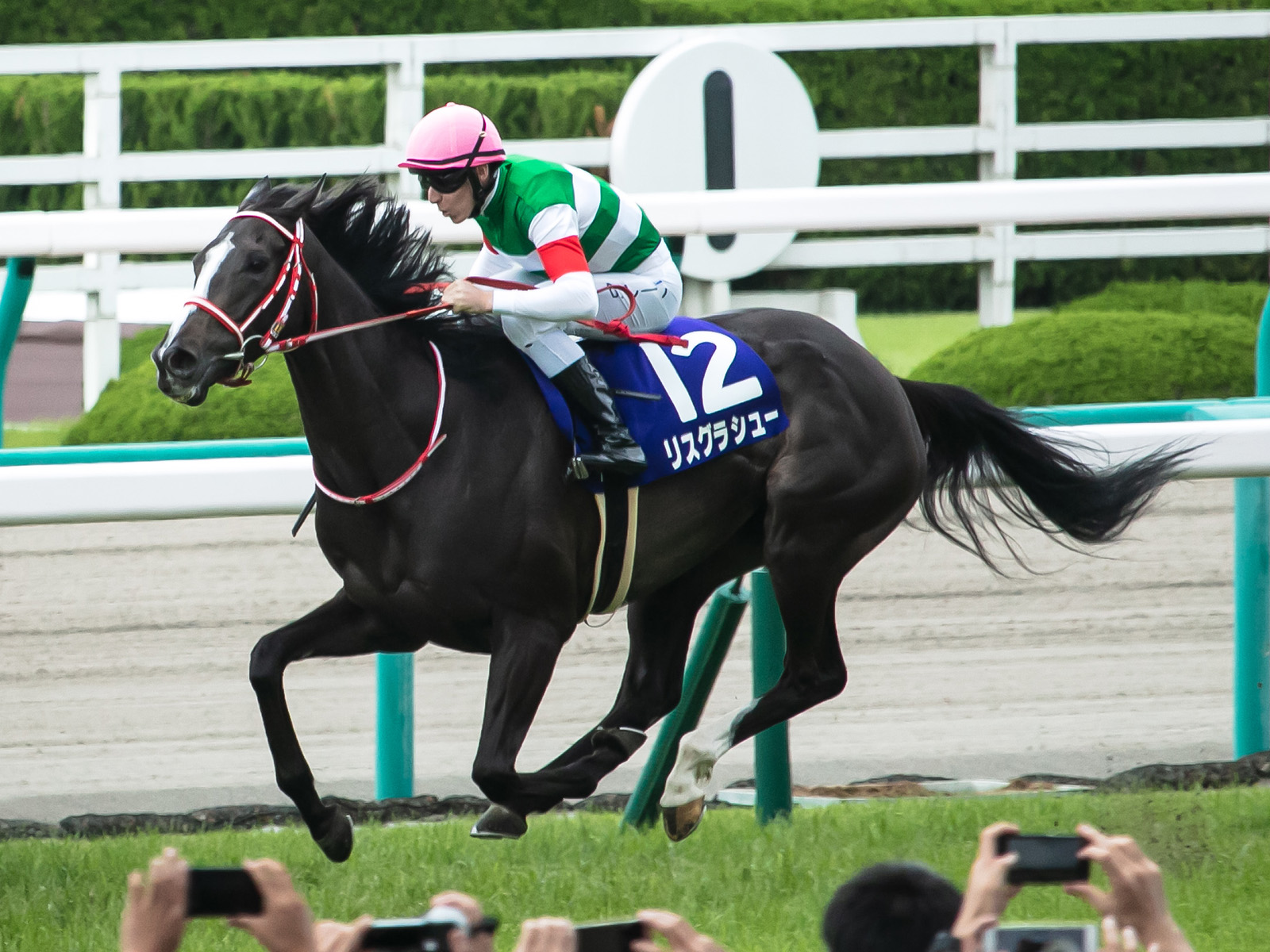
最後の直線で先頭を走るリスグラシュー

#### 宝塚記念
| 着順 | 馬名               | 性齢 | 騎手       | 斤量 | タイム | 着差  | 着差 | 人気 |
| ---- | ------------------ | ---- | ---------- | ---- | ------ | ----- | ---- | ---- |
| 1    | リスグラシュー     | 牝5  | D.レーン   | 56   | 2:10.8 |       |      | 3    |
| 2    | キセキ             | 牡5  | 川田将雅   | 58   | 2:11.3 | 3馬身 | 0.5  | 1    |
| 3    | スワーヴリチャード | 牡5  | M.デムーロ | 58   | 2:11.6 | 2馬身 | 0.8  | 6    |
| 4    | アルアイン         | 牡5  | 北村友一   | 58   | 2:11.9 | 2馬身 | 1.1  | 5    |
|      |                    |      |            |      |        |       |      |      |
| 7    | スティッフェリオ   | 牡5  | 丸山元気   | 58   | 1:31.3 |       | 1.6  | 10   |
|      |                    |      |            |      |        |       |      |      |
| 11   | マカヒキ           | 牡6  | 岩田康誠   | 58   | 2:12.9 |       | 2.1  | 7    |

宝塚記念は、リスグラシューが、2018年のエリザベス女王杯に続くGI2勝目、史上4頭目の牝馬による宝塚記念制覇となった。3着のスワーヴリチャードは、先行策で4番手に付け最後の直線は内から前を追った。騎乗したミルコ・デムーロは、「頑張ってるよ。勝った馬の後ろにいたが、最後はいつも通りジリジリだった」とした。4着のアルアインは、好位からレースを進めたがラストは脚色が鈍った。北村友一は「4コーナーからの手応えが前走ほど良くありませんでした。距離が1ハロン長いのか、馬場の内が緩かったからか、そこは微妙です」と分析した。単勝10番人気の評価で7着のスティッフェリオ、騎乗した丸山元気は「向こう正面でも右手前のままでした。これから強い馬と戦って力をつけていってくれれば。」とした。マカヒキは11着で、「馬場を気にしていたのか、進んで行かなかった」と騎乗した岩田康誠が回顧した。

#### 神戸新聞杯
| 着順 | 馬名               | 性齢 | 騎手       | 斤量 | タイム | 着差     | 着差 | 人気 |
| ---- | ------------------ | ---- | ---------- | ---- | ------ | -------- | ---- | ---- |
| 1    | サートゥルナーリア | 牡3  | C.ルメール | 56   | 2:26.8 |          |      | 1    |
| 2    | ヴェロックス       | 牡3  | 川田将雅   | 56   | 2:27.3 | 3馬身    | 0.5  | 2    |
| 3    | ワールドプレミア   | 牡3  | 武豊       | 56   | 2:27.5 | 1馬身1/4 | 0.8  | 6    |

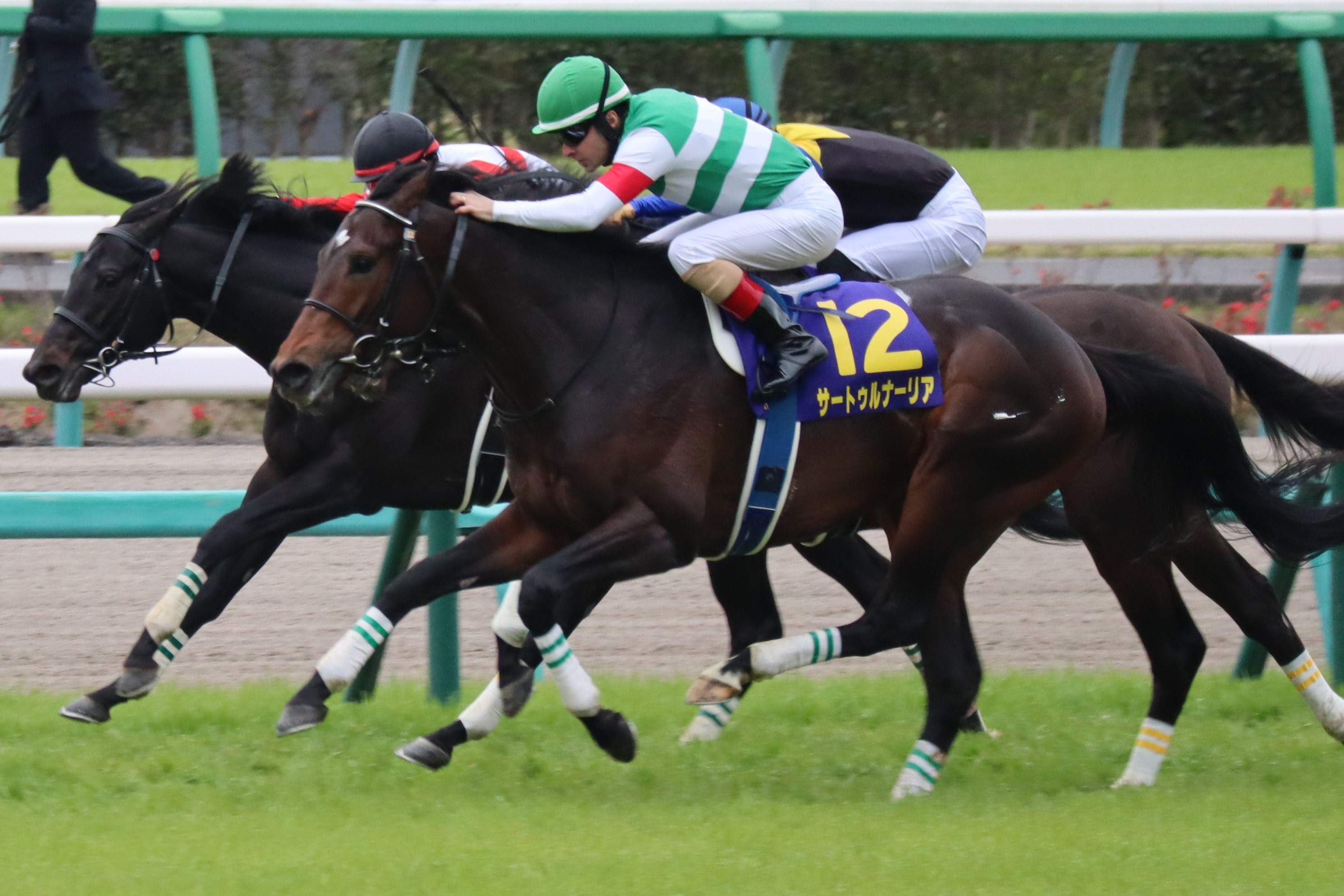
サートゥルナーリア(2019年皐月賞優勝時)

神戸新聞杯はサートゥルナーリアが制した。ノーステッキで2着のヴェロックスに3馬身離して、ルメールは「向正面も冷静に走っていた。3、4コーナーで外へ出してから加速し、すごくいい脚を使ってくれた」とし、「スーパーホースだと思います」と評価した。なお3着のワールドプレミアは次走の菊花賞でGI初制覇を挙げており、ヴェロックスは同じく菊花賞で3着となった。

#### オールカマー
| 着順 | 馬名               | 性齢 | 騎手     | 斤量 | タイム | 着差     | 着差 | 人気 |
| ---- | ------------------ | ---- | -------- | ---- | ------ | -------- | ---- | ---- |
| 1    | スティッフェリオ   | 牡5  | 丸山元気 | 56   | 2:12.0 |          |      | 4    |
| 2    | ミッキースワロー   | 牡5  | 菊沢一樹 | 56   | 2:12.3 | 1馬身3/4 | 0.3  | 3    |
| 3    | グレイル           | 牡4  | 戸崎圭太 | 56   | 2:12.4 | 1/2馬身  | 0.4  | 6    |
|      |                    |      |          |      |        |          |      |      |
| 6    | ゴーフォザサミット | 牡4  | 石橋脩   | 56   | 2:12.4 |          | 0.5  | 7    |
|      |                    |      |          |      |        |          |      |      |
| 9    | ウインブライト     | 牡5  | 松岡正海 | 58   | 2:13.5 |          | 1.5  | 2    |

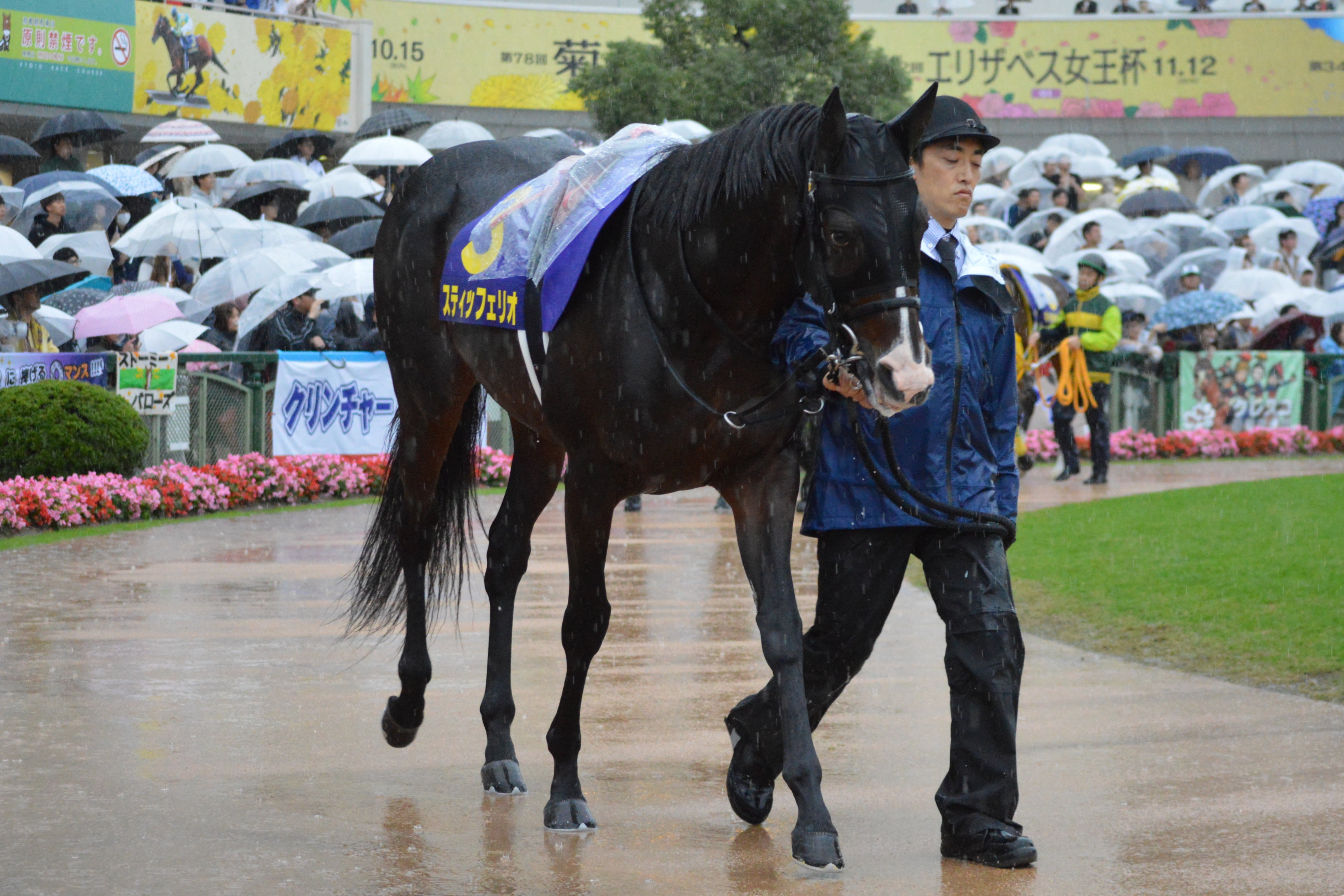
周回するスティッフェリオ（2017年菊花賞のパドック）

オールカマーは、スティッフェリオが勝利した。レース序盤にハナを奪い、そのまま逃げ切り、2017年の東京優駿（日本ダービー）、2018年の天皇賞（秋）でGIを2勝しているレイデオロを4着に退け、重賞3勝目を記録した。騎乗した丸山元気は、「馬の雰囲気も4コーナーの反応も良かったです。リズム良く運ぶことが出来ました。強いメンバーに入って、どこまで走れるかと思っていましたが、よく走ってくれました。馬場もいいし、作戦も上手くいきました。小回りコースで結果を残してきた馬で、広いコースでも結果を出したいです。重賞を勝たせてもらってきた馬で、GIでも結果を残したいです」と振り返った。海外G1を制した後の休み明け復帰初戦であったウインブライトは9着で、騎乗した松岡正海は「距離が長いです。位置取りは一番良いぐらいでしたし、ペースも問題ありませんでしたが、距離が敗因です」と回顧した。

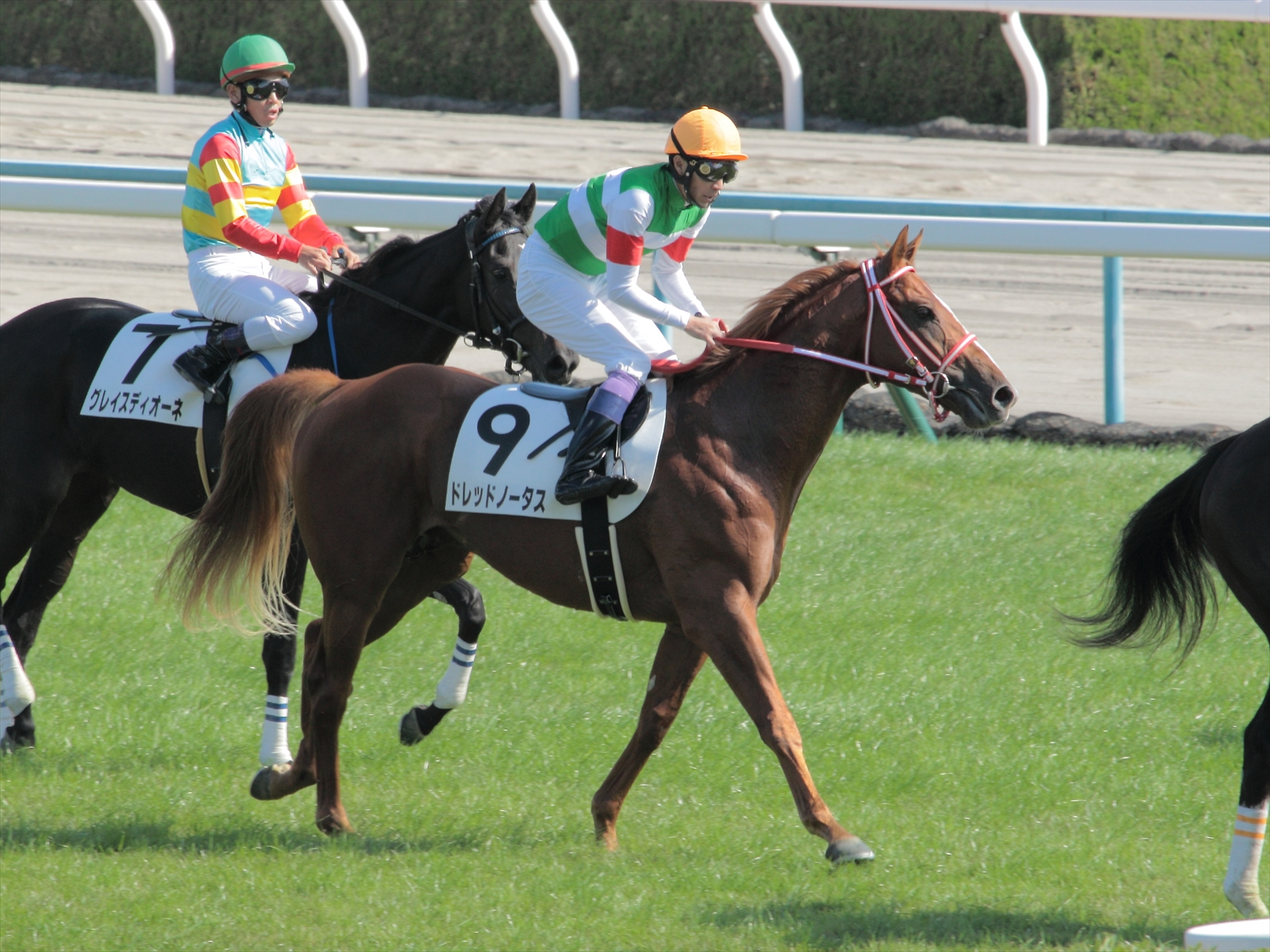
新馬戦に臨んでいるドレッドノータス

#### 京都大賞典
| 着順 | 馬名             | 性齢 | 騎手     | 斤量 | タイム | 着差     | 着差 | 人気 |
| ---- | ---------------- | ---- | -------- | ---- | ------ | -------- | ---- | ---- |
| 1    | ドレッドノータス | 騸6  | 坂井瑠星 | 56   | 2:23.5 |          |      | 11   |
| 2    | ダンビュライト   | 牡5  | 松若風馬 | 57   | 2:23.7 | 1馬身1/4 | 0.2  | 6    |
| 3    | シルヴァンジャー | 牡4  | 浜中俊   | 56   | 2:23.8 | 3/4馬身  | 0.3  | 5    |

京都大賞典では、ドレッドノータスが勝利した。11番人気の評価で、3連単188万円の高配当を演出した。2015年の京都2歳ステークス以来の4年ぶりの重賞2勝目。騎乗した坂井は、「開幕週だったので、ハナの後ろのイメージ通りのポジションを取れて、リズムよく運べました。直線もしっかり伸びてくれて、ダンビュライトが粘っていたけど、かわしてくれると思っていました。指示通りに乗れて、師匠の矢作先生の馬で勝てたのが何よりうれしいです。前走に比べて体が絞れて状態は良かったと思います」と振り返った。

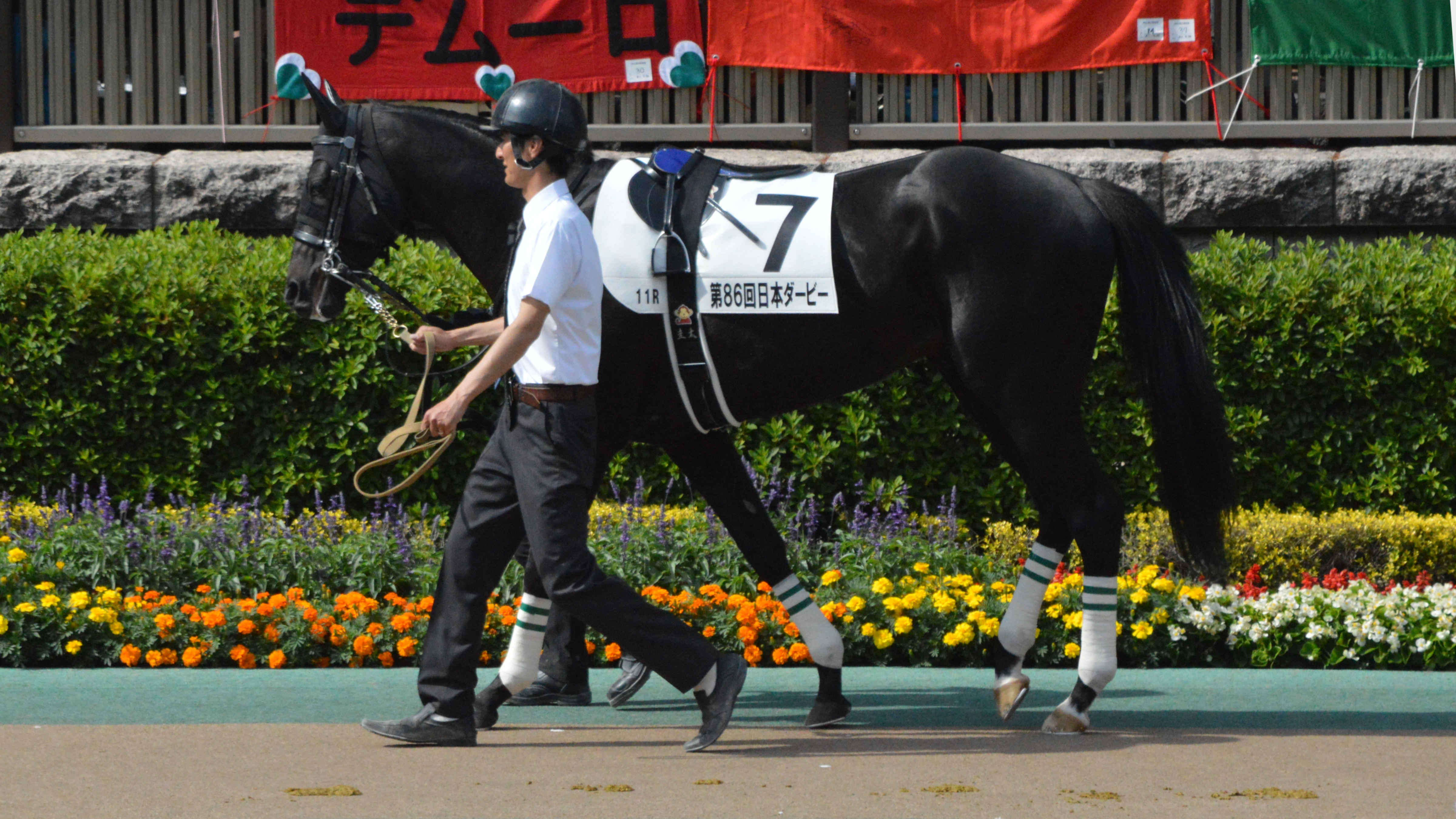
第86回東京優駿（日本ダービー）のパドックを周回するダノンキングリー

#### 毎日王冠
| 着順 | 馬名               | 性齢 | 騎手     | 斤量 | タイム | 着差     | 着差 | 人気 |
| ---- | ------------------ | ---- | -------- | ---- | ------ | -------- | ---- | ---- |
| 1    | ダノンキングリー   | 牡3  | 戸崎圭太 | 54   | 1:44.4 |          |      | 1    |
| 2    | アエロリット       | 牝5  | 津村明秀 | 55   | 1:44.6 | 1馬身1/4 | 0.2  | 2    |
| 3    | インディチャンプ   | 牡4  | 福永祐一 | 58   | 1:44.8 | 1馬身1/4 | 0.4  | 3    |
|      |                    |      |          |      |        |          |      |      |
| 5    | ランフォザローゼス | 牡3  | 北村宏司 | 54   | 1:45.0 |          | 0.6  | 8    |
|      |                    |      |          |      |        |          |      |      |
| 9    | ケイアイノーテック | 牡4  | 幸英明   | 57   | 1:45.8 |          | 1.2  | 7    |

毎日王冠は、東京優駿2着の3歳馬ダノンキングリーが制した。
2着は逃げたが直線で捕らえられたアエロリット。騎乗した津村明秀は「ペースはちょうど良く、最後にインディチャンプを差し返してくれて、力のあるところは見せられました。3コーナーで自分から力むところがあったので、そこが影響したのかもしれません」と振り返った。

### 施行前の状況

#### 出走馬

##### GI優勝馬
| GI勝利 | 重賞勝利 | 馬名               | GI勝ち鞍 | GI勝ち鞍                                             | 重賞勝ち鞍 | 重賞勝ち鞍                       |
| ------ | -------- | ------------------ | -------- | ---------------------------------------------------- | ---------- | -------------------------------- |
| 5勝    | 1勝      | アーモンドアイ     | G1       | ドバイターフ                                         | GIII       | シンザン記念                     |
| 5勝    | 1勝      | アーモンドアイ     | GI       | 桜花賞、優駿牝馬（オークス）、秋華賞、ジャパンカップ | GIII       | シンザン記念                     |
| 2勝    | 1勝      | アルアイン         | GI       | 皐月賞、大阪杯                                       | GIII       | 毎日杯                           |
| 2勝    | 1勝      | サートゥルナーリア | GI       | ホープフルステークス、皐月賞                         | GII        | 神戸新聞杯                       |
| 1勝    | 2勝      | アエロリット       | GI       | NHKマイルカップ                                      | GII        | 毎日王冠                         |
| 1勝    | 2勝      | アエロリット       | GI       | NHKマイルカップ                                      | GIII       | クイーンステークス               |
| 1勝    | 5勝      | ウインブライト     | G1       | クイーンエリザベス2世カップ                          | GII        | スプリングS、中山記念2勝         |
| 1勝    | 5勝      | ウインブライト     | G1       | クイーンエリザベス2世カップ                          | GIII       | 福島記念、中山金杯               |
| 1勝    | 0勝      | ケイアイノーテック | GI       | NHKマイルカップ                                      |            |                                  |
| 1勝    | 3勝      | スワーヴリチャード | GI       | 大阪杯                                               | GII        | アルゼンチン共和国杯、金鯱賞     |
| 1勝    | 3勝      | スワーヴリチャード | GI       | 大阪杯                                               | GIII       | 共同通信杯                       |
| 1勝    | 5勝      | ダノンプレミアム   | GI       | 朝日杯フューチュリティステークス                     | GII        | 弥生賞、金鯱賞、マイラーズカップ |
| 1勝    | 5勝      | ダノンプレミアム   | GI       | 朝日杯フューチュリティステークス                     | GIII       | サウジアラビアロイヤルカップ     |
| 1勝    | 2勝      | マカヒキ           | GI       | 東京優駿（日本ダービー）                             | G2         | ニエル賞                         |
| 1勝    | 2勝      | マカヒキ           | GI       | 東京優駿（日本ダービー）                             | GII        | 弥生賞                           |
| 1勝    | 2勝      | ワグネリアン       | GI       | 東京優駿（日本ダービー）                             | GII        | 神戸新聞杯                       |
| 1勝    | 2勝      | ワグネリアン       | GI       | 東京優駿（日本ダービー）                             | GIII       | 東京スポーツ杯2歳ステークス      |

全16頭のうち、天皇賞史上最多の10頭がGI優勝馬で、重賞勝利馬が15頭という豪華メンバーでの開催となった。アーモンドアイは、2018年に牝馬三冠や第38回ジャパンカップを制した後、ドバイに赴きドバイターフに優勝し、GIを5勝している。その後帰国し第69回安田記念に出走。スタート直後のロジクライの斜行で進路を狭まれる不利を受けたが、最後の直線で巻き返し3着。それから秋は初めて出走、単勝オッズ1倍台の支持で、断然の1番人気となる。2番人気はホープフルステークスや皐月賞を制しGIを2勝で、前哨戦の神戸新聞杯では、同じ世代の3歳馬を寄せ付けない勝利をみせたサートゥルナーリア。3番人気は2017年の朝日杯フューチュリティステークスのGI勝利があり、2019年は金鯱賞やマイラーズカップを制しているダノンプレミアム。2018年の東京優駿（日本ダービー）を制したワグネリアンが4番人気。2018年の大阪杯を制したスワーヴリチャードが5番人気。2017年のNHKマイルカップを制したアエロリットが6番人気。2016年の東京優駿（日本ダービー）を制したマカヒキが8番人気、天皇賞（秋）と同じ距離の2000ｍであるGI、大阪杯と皐月賞を勝利しているアルアインが9番人気、2019年の年初の中山金杯から、3連勝で香港のG1クイーンエリザベス2世カップを制したウインブライトが12番人気、2018年のNHKマイルカップを制したケイアイノーテックが14番人気と名を連ねた。

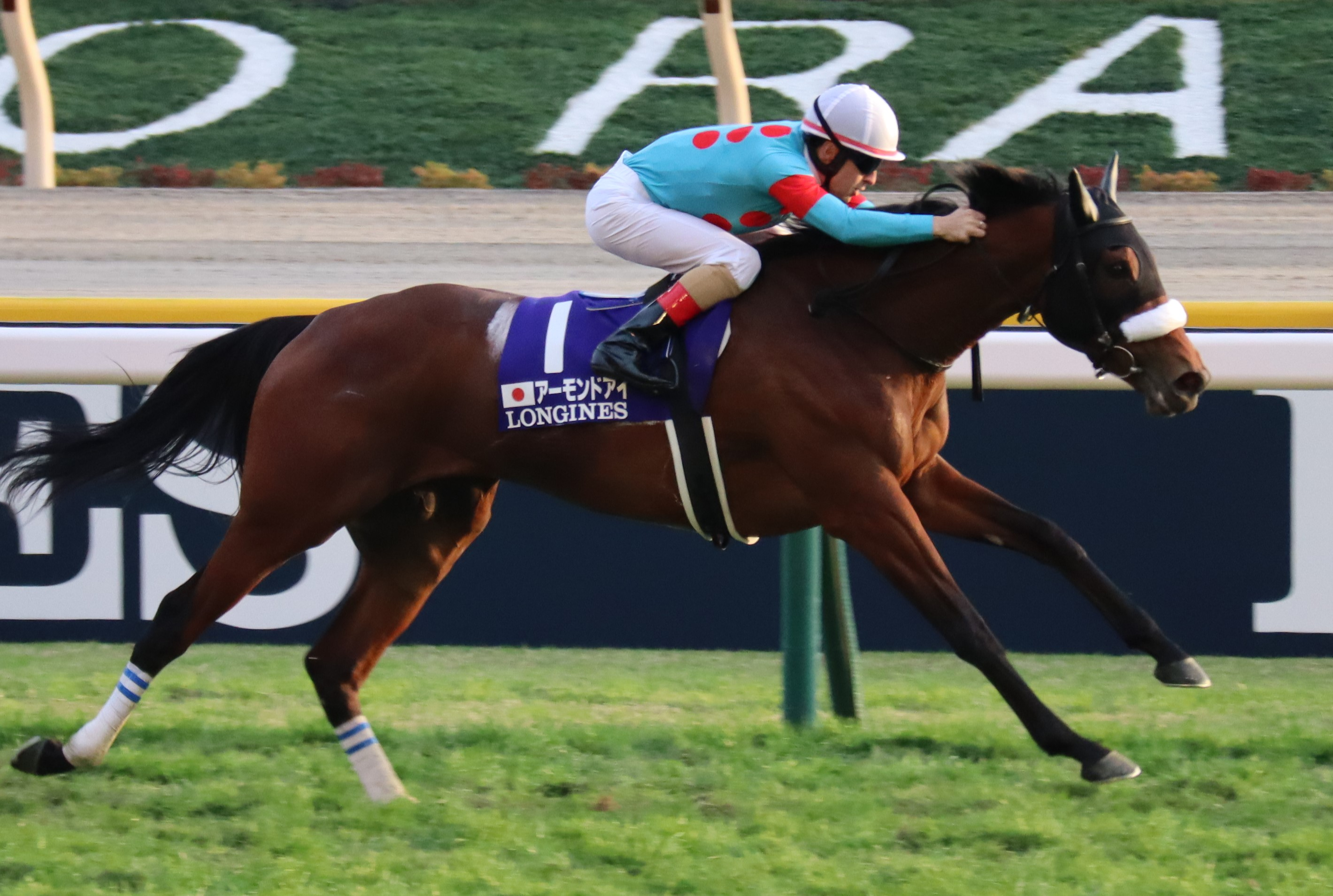
1番人気 アーモンドアイ
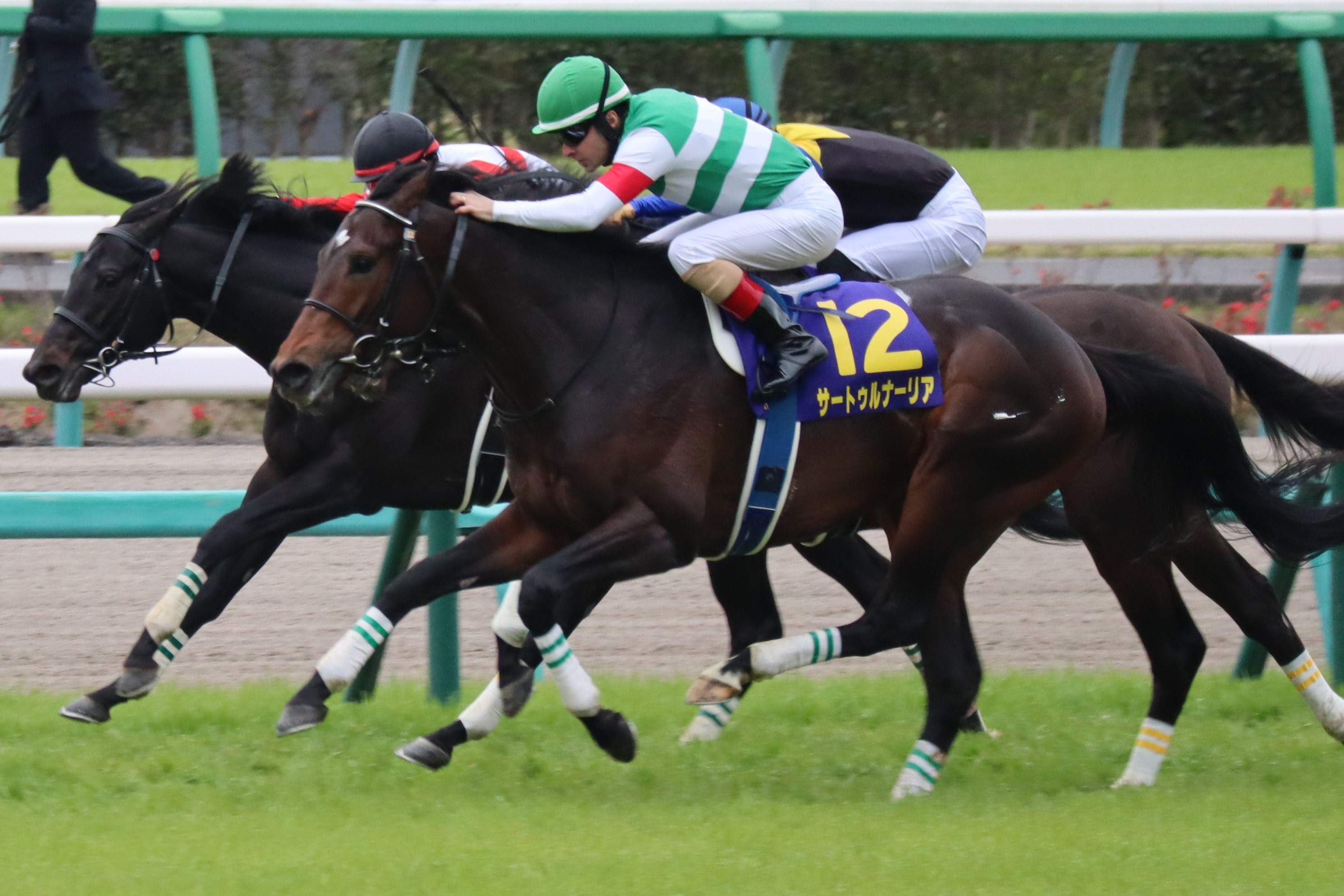
2番人気 サートゥルナーリア
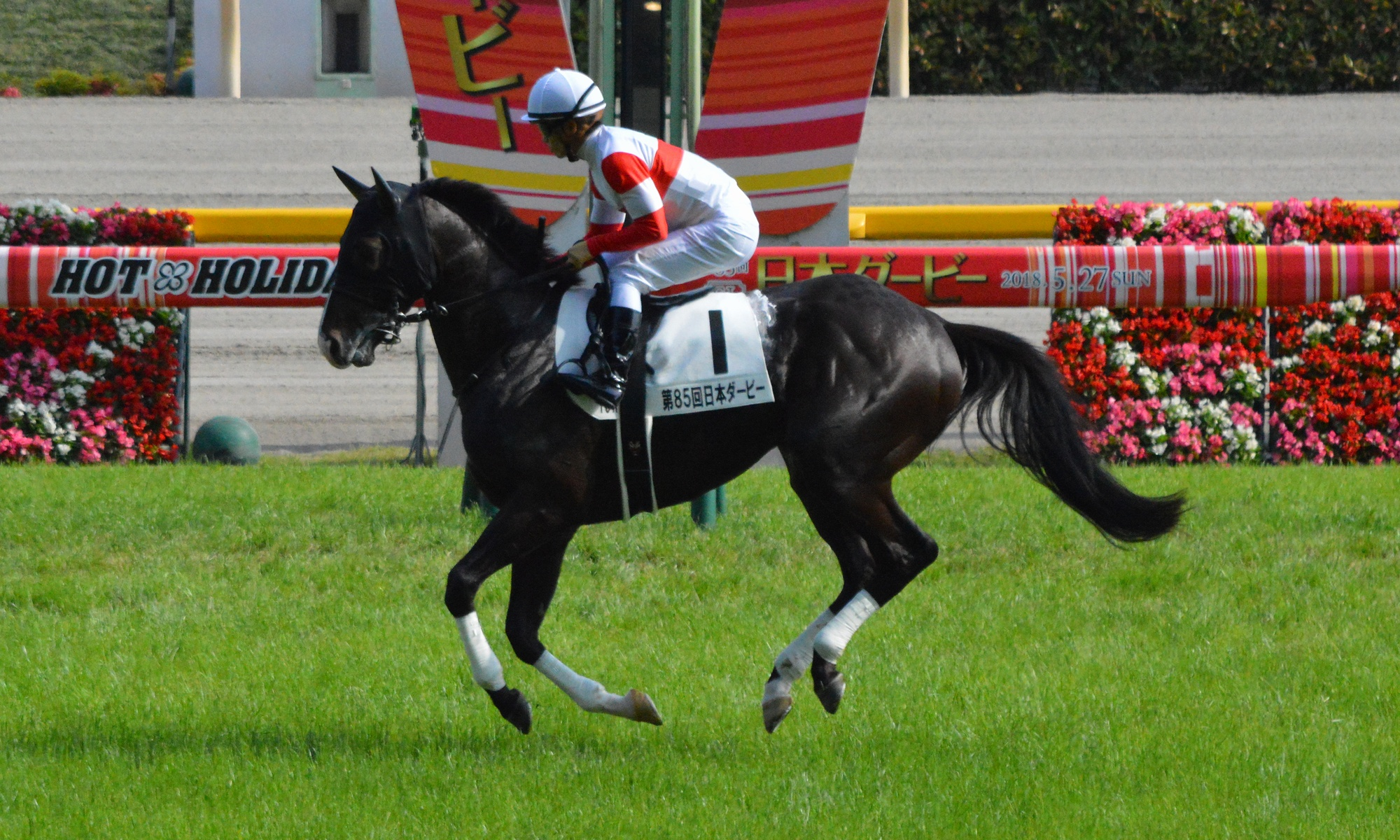
3番人気 ダノンプレミアム（第85回東京優駿（日本ダービー）
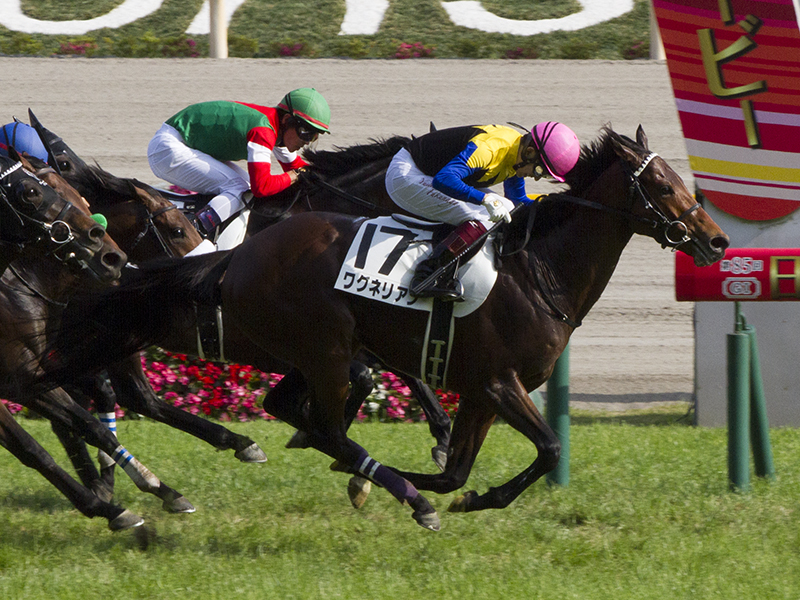
4番人気 ワグネリアン（第85回東京優駿（日本ダービー）
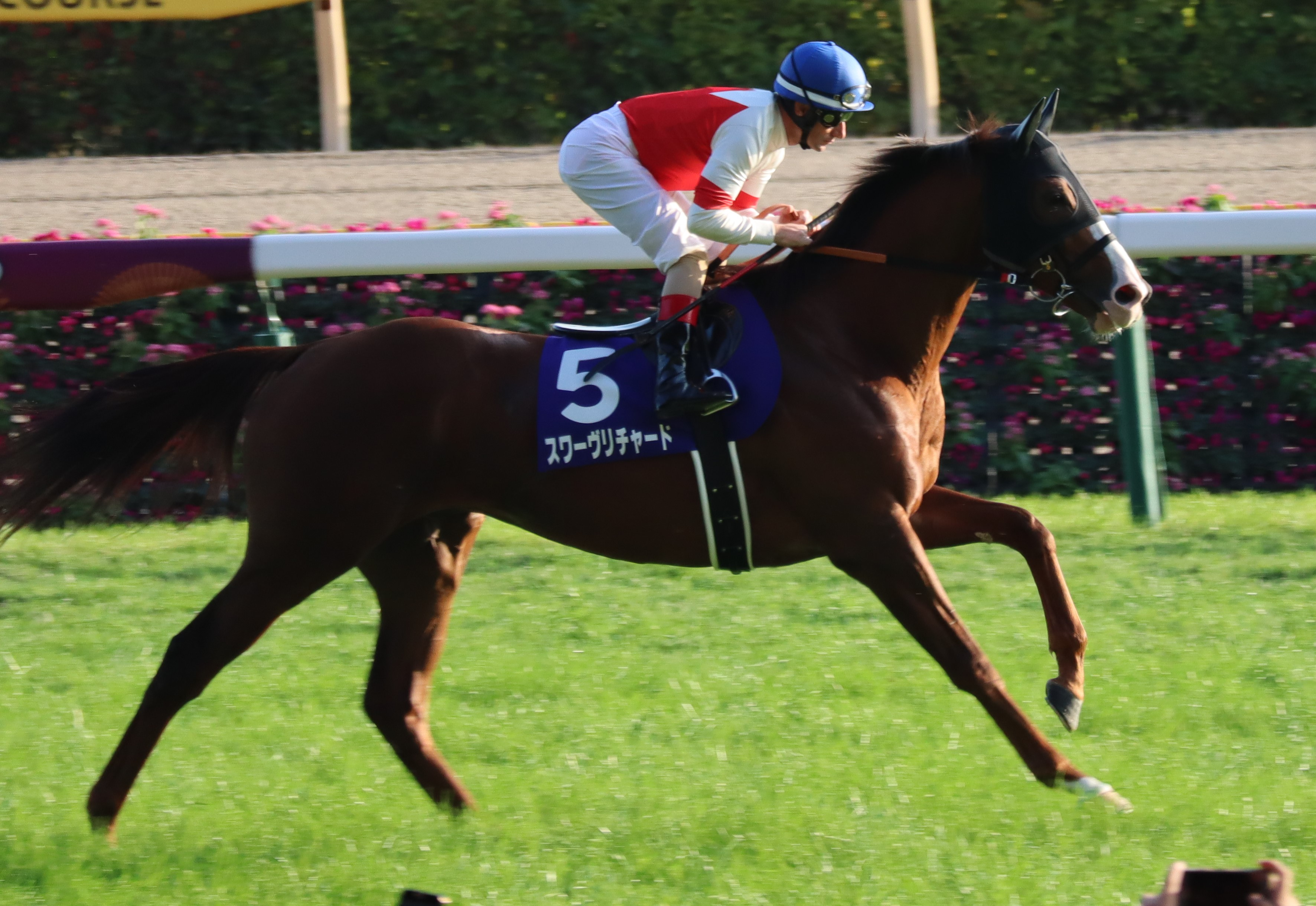
5番人気 スワーヴリチャード
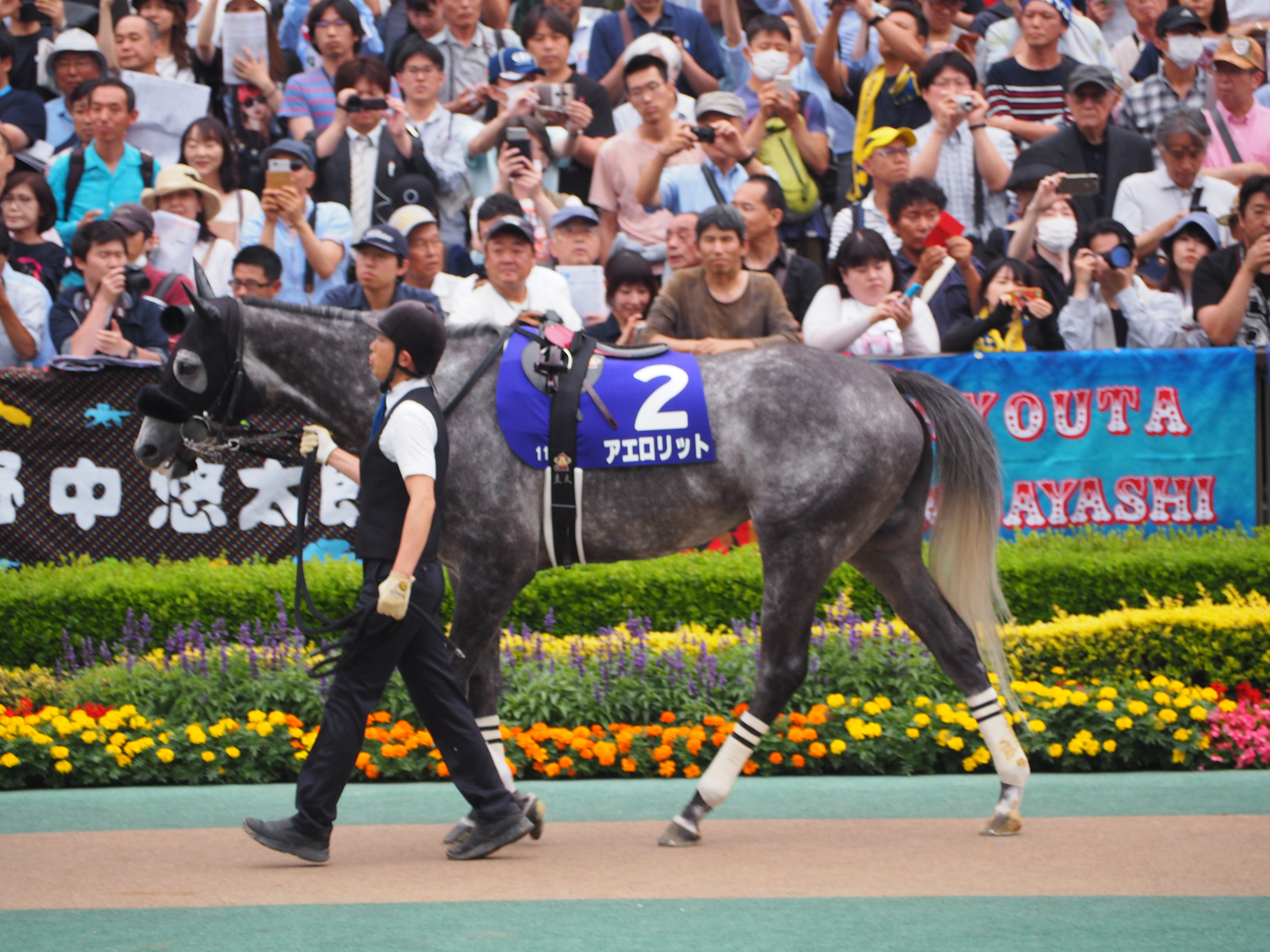
6番人気 アエロリット
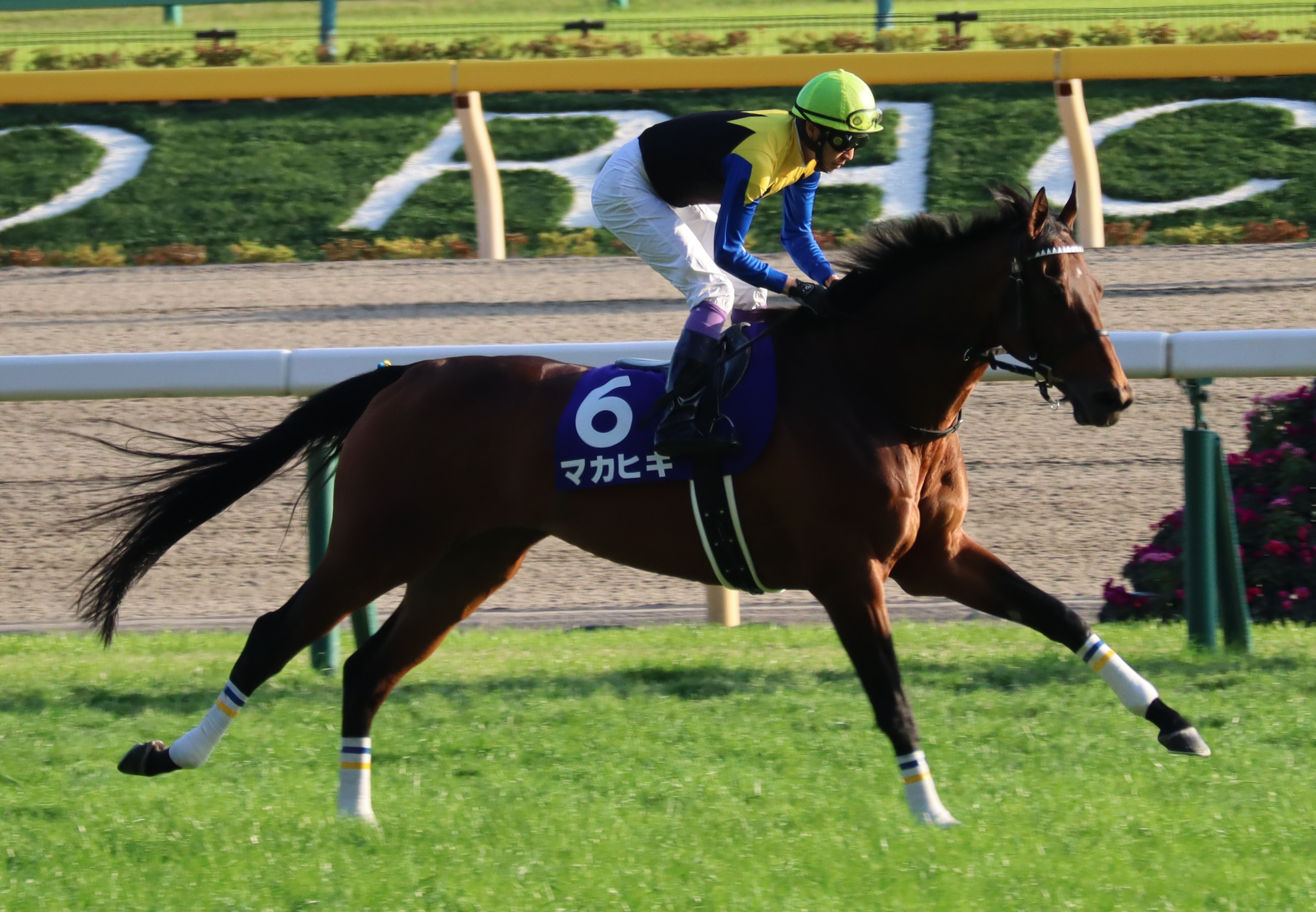
8番人気 マカヒキ
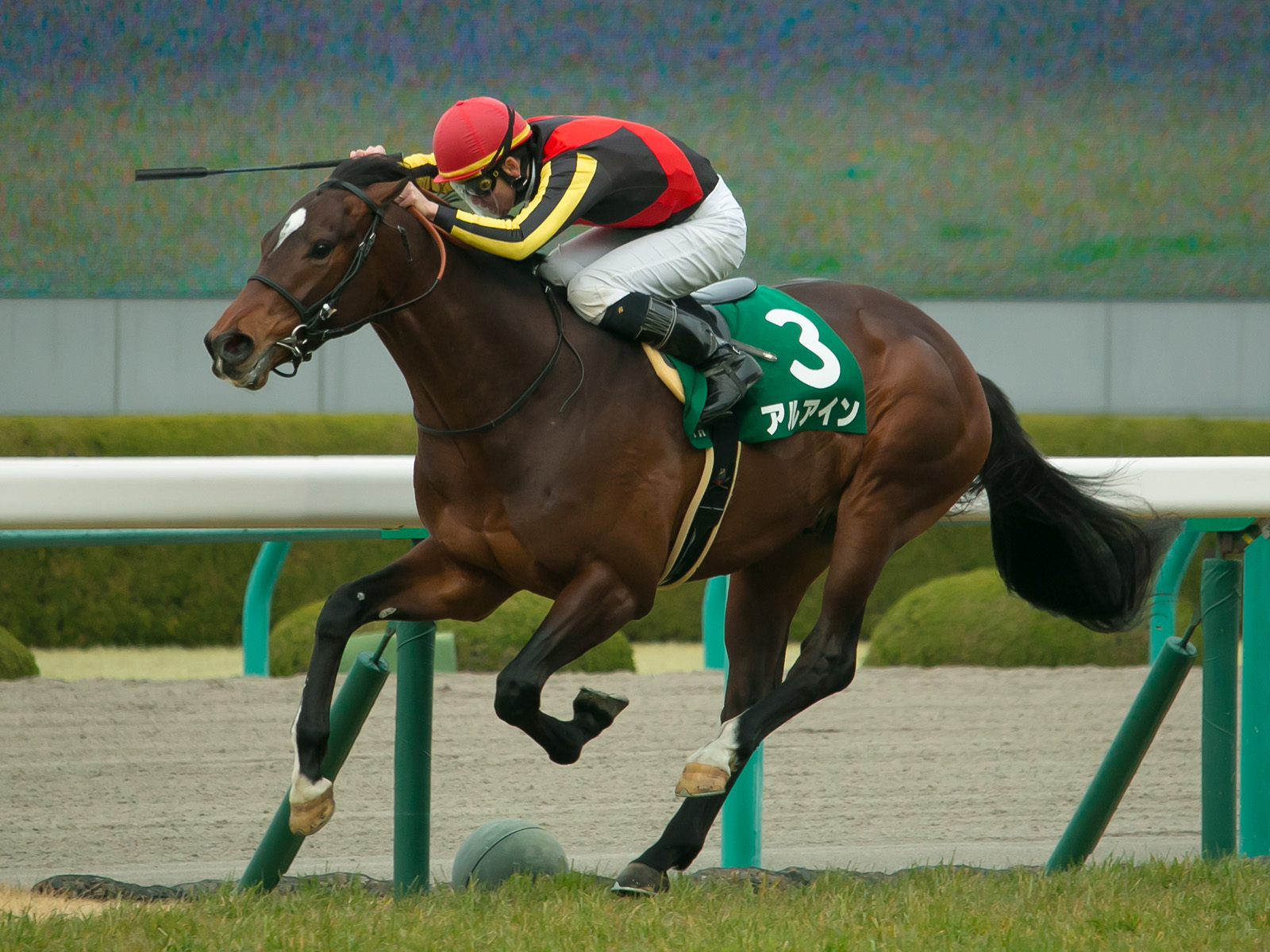
9番人気 アルアイン
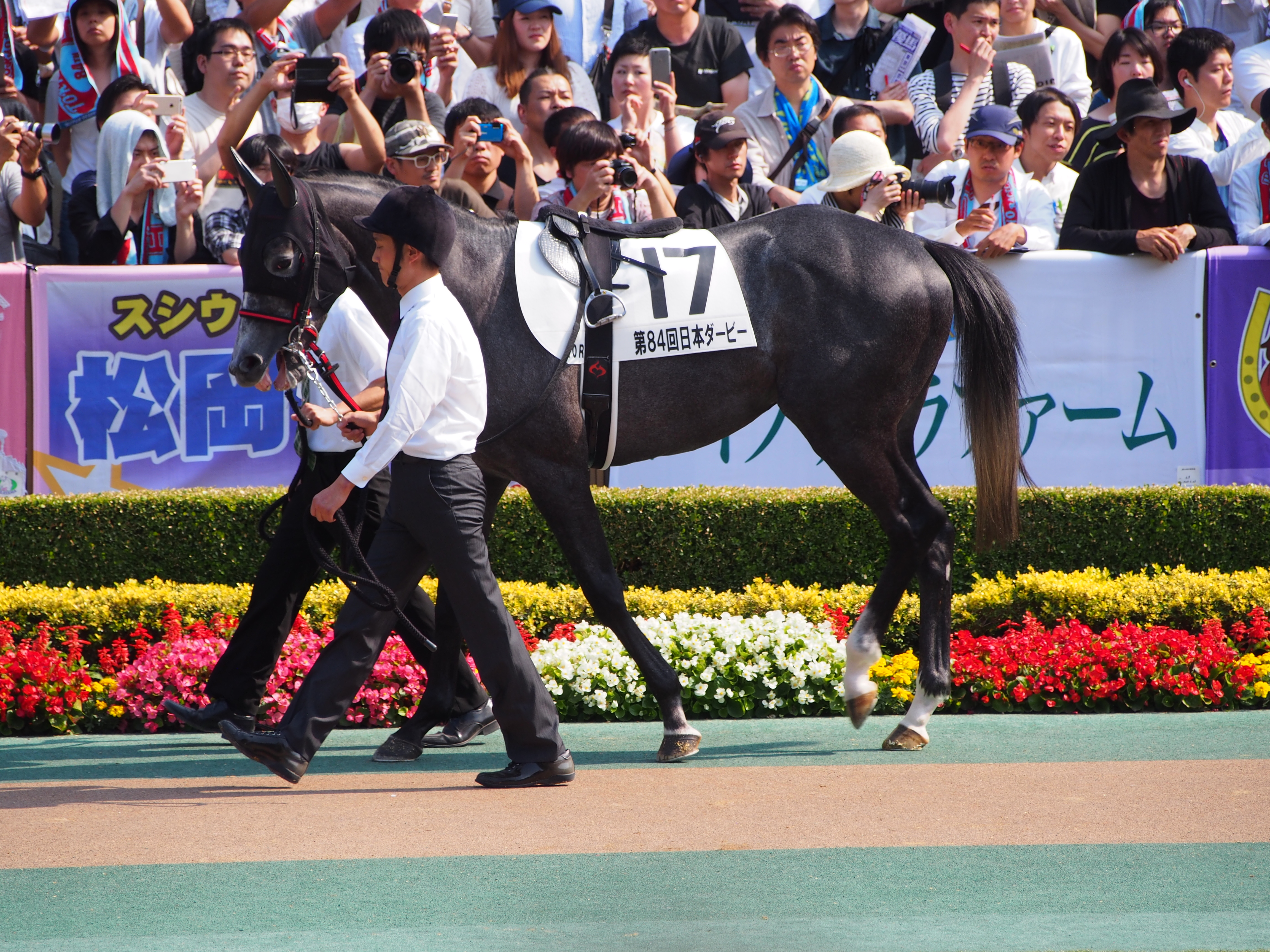
12番人気 ウインブライト（第85回東京優駿（日本ダービー）
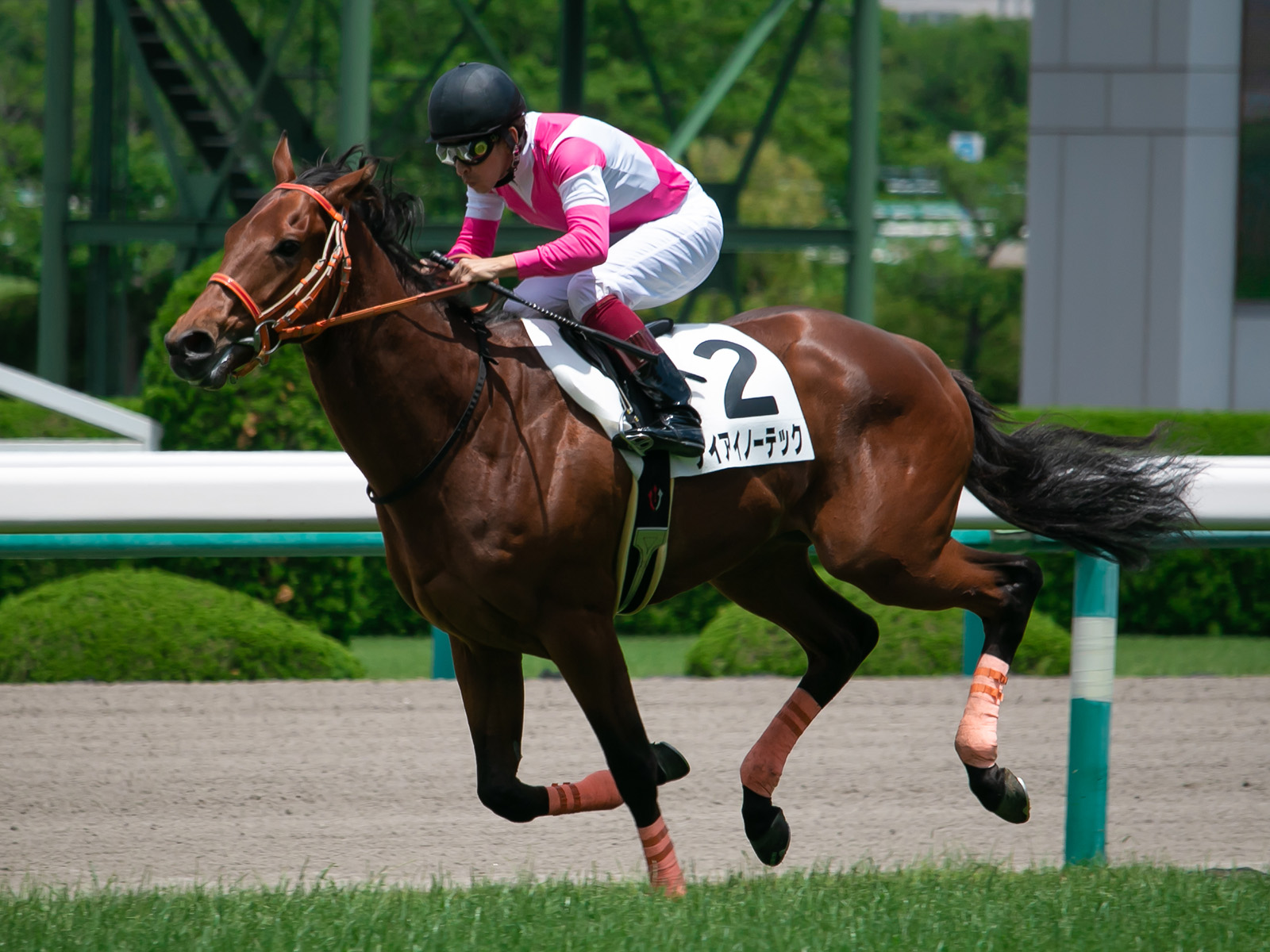
14番人気 ケイアイノーテック

##### 重賞優勝馬
| 重賞勝利 | 馬名               | 重賞勝ち鞍・重賞実績 | 重賞勝ち鞍・重賞実績             |
| -------- | ------------------ | -------------------- | -------------------------------- |
| 3勝      | スティッフェリオ   | GII                  | オールカマー                     |
| 3勝      | スティッフェリオ   | GIII                 | 福島記念、小倉大賞典             |
| 2勝      | カデナ             | GII                  | 弥生賞                           |
| 2勝      | カデナ             | GIII                 | 京都2歳ステークス                |
| 2勝      | ドレッドノータス   | GII                  | 京都大賞典                       |
| 2勝      | ドレッドノータス   | GIII                 | 京都2歳ステークス                |
| 2勝      | ユーキャンスマイル | GIII                 | ダイヤモンドステークス、新潟記念 |
| 1勝      | ゴーフォザサミット | GII                  | 青葉賞                           |
| 0勝      | ランフォザローゼス | GII                  | 青葉賞2着                        |
| 0勝      | ランフォザローゼス | GIII                 | 京成杯2着                        |

13番人気のランフォザローゼス以外の、15頭が重賞優勝馬で、スティッフェリオは前哨戦のGIIオールカマーを勝利するなど重賞3勝の実績があり11番人気。10番人気のカデナは2017年の弥生賞以来勝利から遠ざかっているが、2019年は小倉記念2着や、新潟記念3着と好走している。15番人気のドレッドノータスは前哨戦のGII京都大賞典で、2015年の京都2歳ステークス以来の4年ぶりの重賞2勝目を挙げた。7番人気のユーキャンスマイルは、2017年の菊花賞3着の後、2019年はダイヤモンドステークスと新潟記念と2勝している。最低人気の16番人気のゴーフォザサミットは、2018年の青葉賞を制したが、その後GIIを走り続けたが、凡走が続いている。

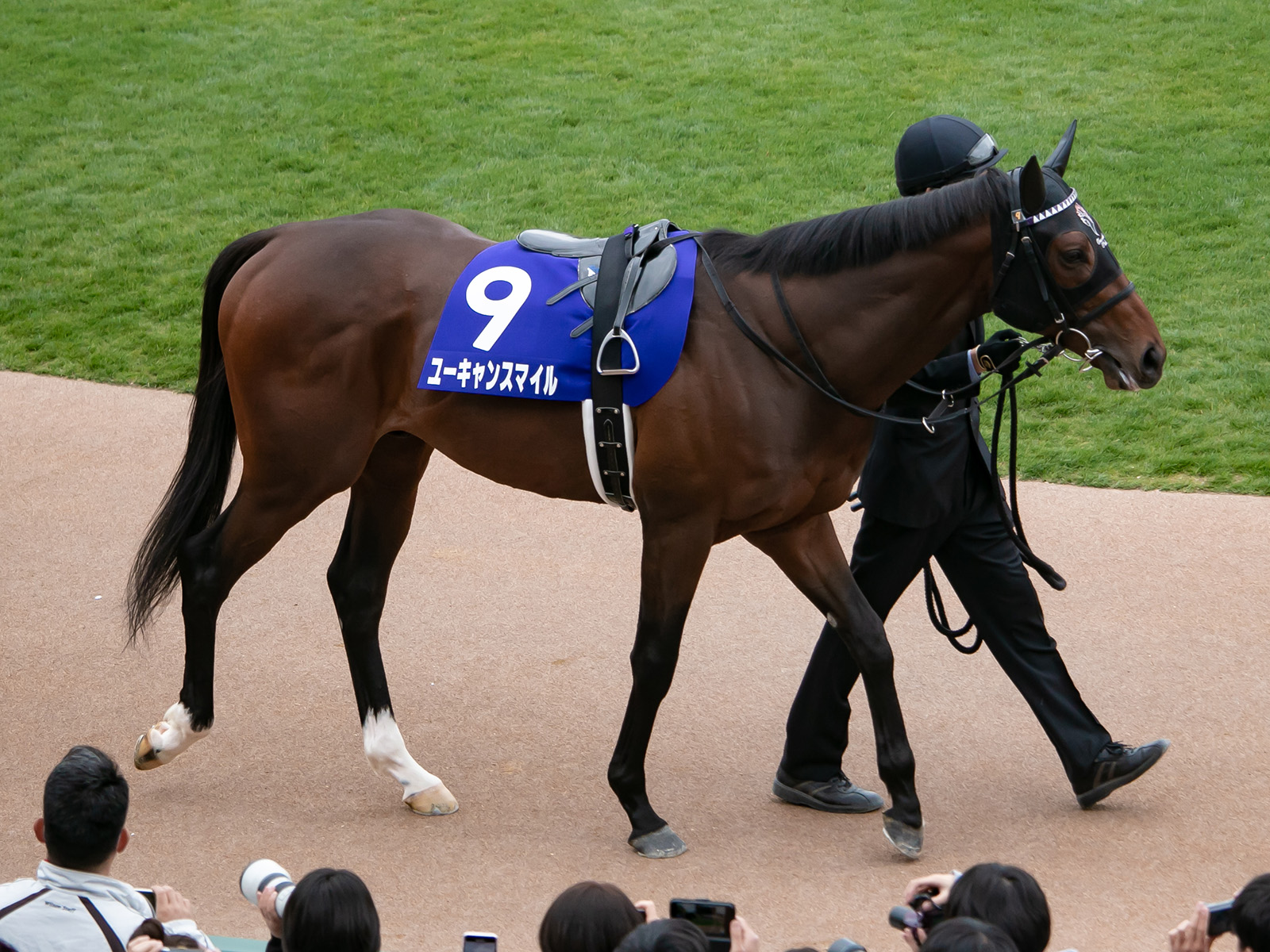
7番人気 ユーキャンスマイル
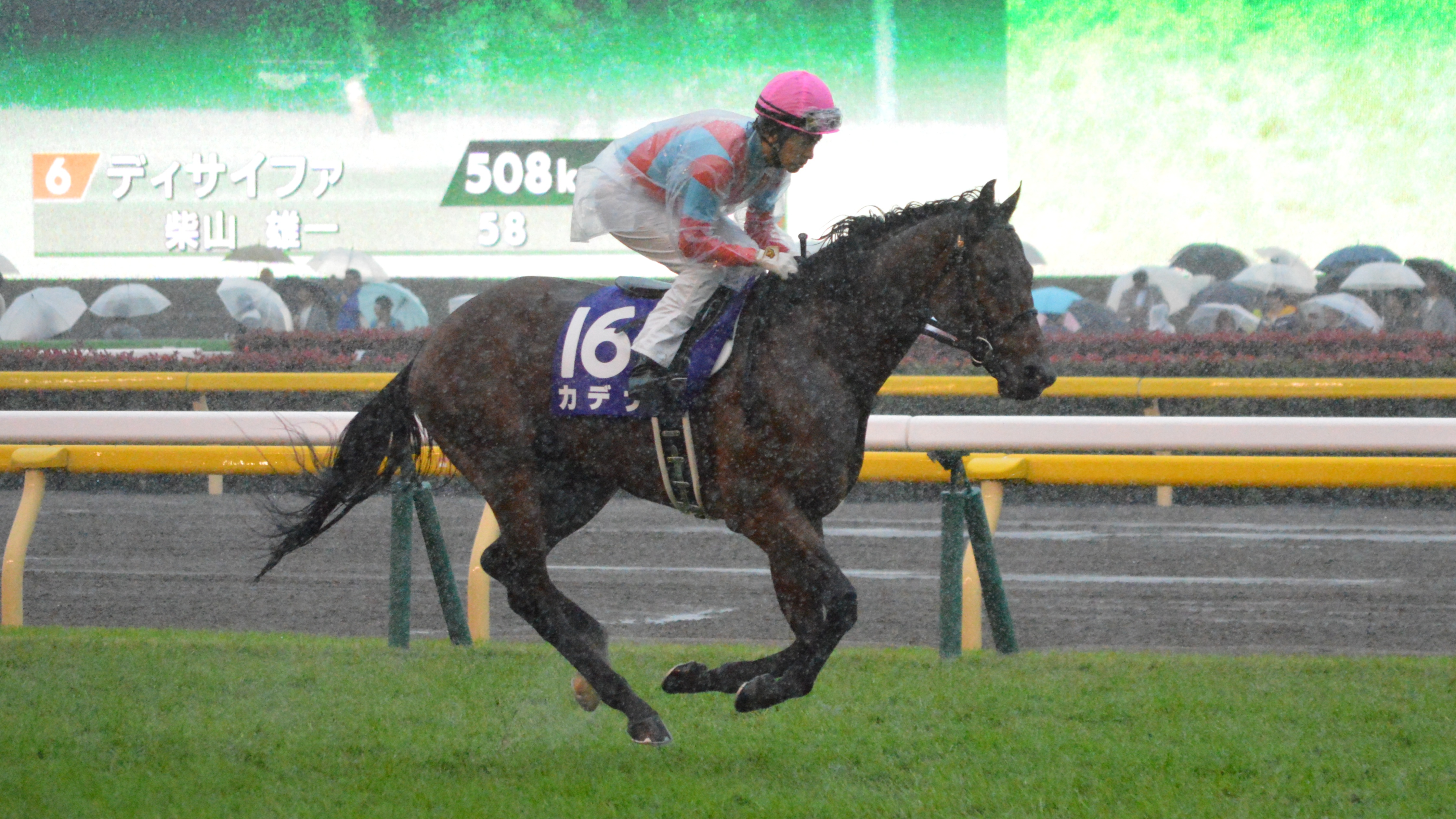
10番人気 カデナ（2017年天皇賞（秋）
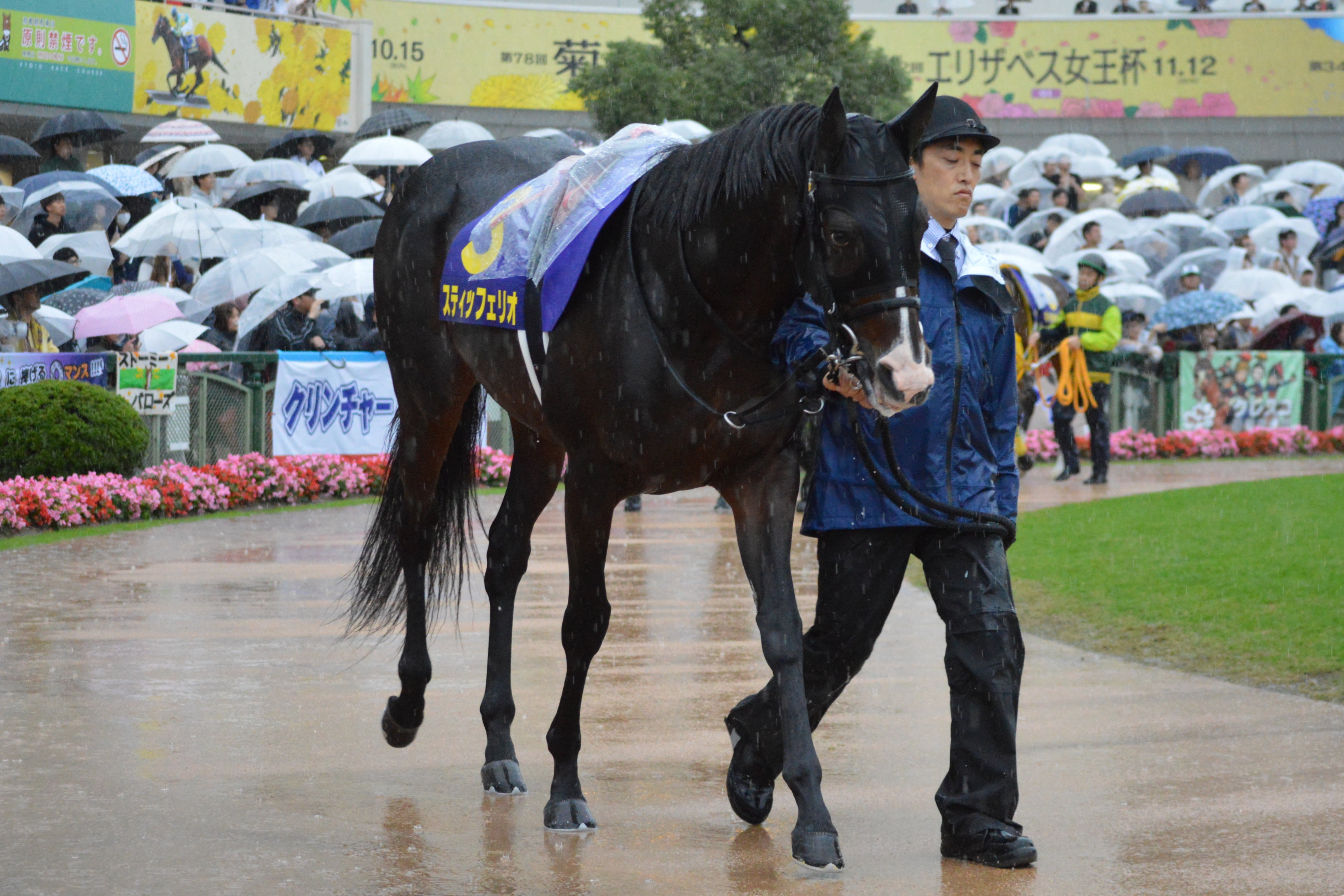
11番人気 スティッフェリオ（2017年菊花賞）
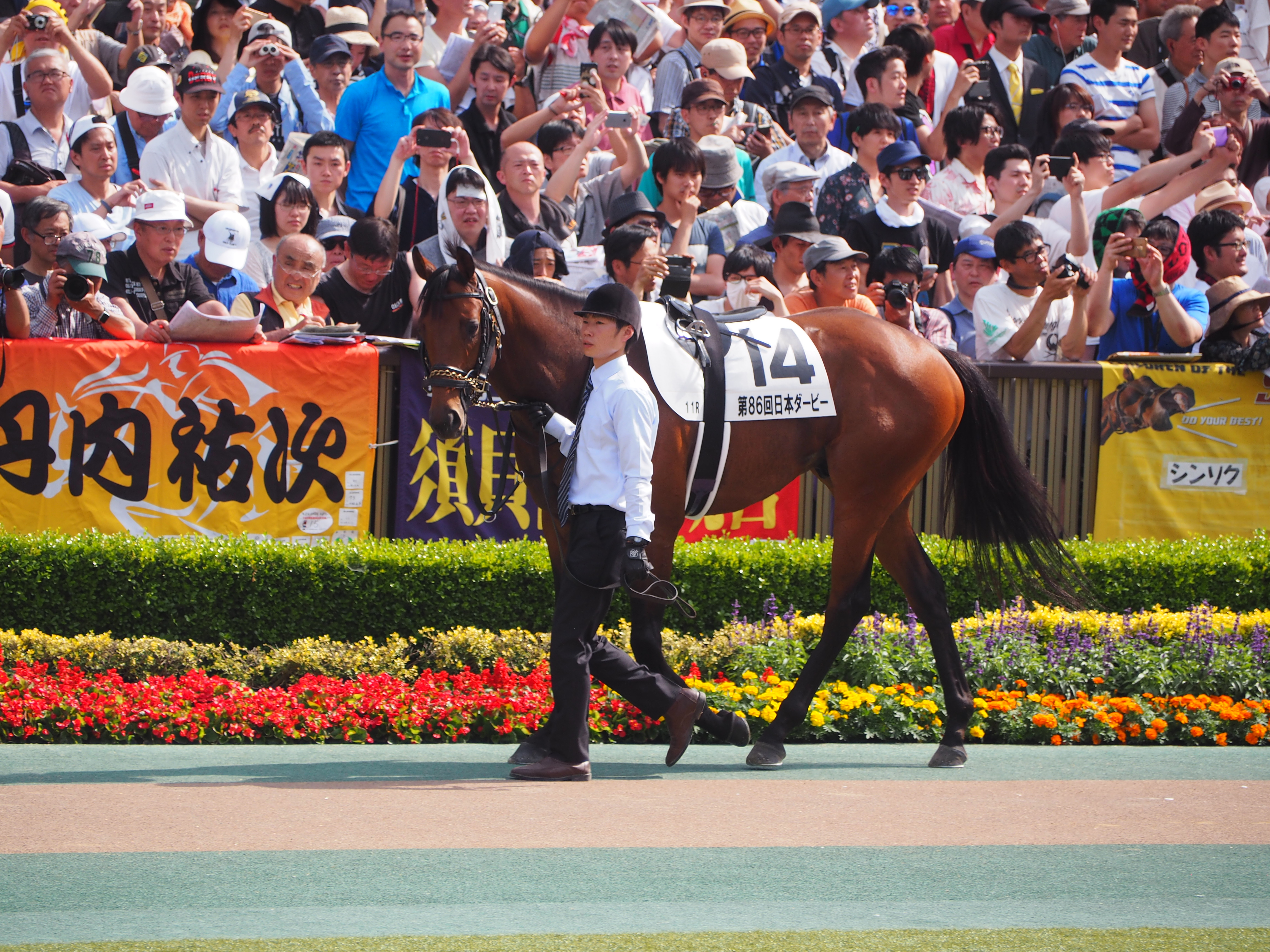
13番人気 ランフォザローゼス（第86回東京優駿（日本ダービー）
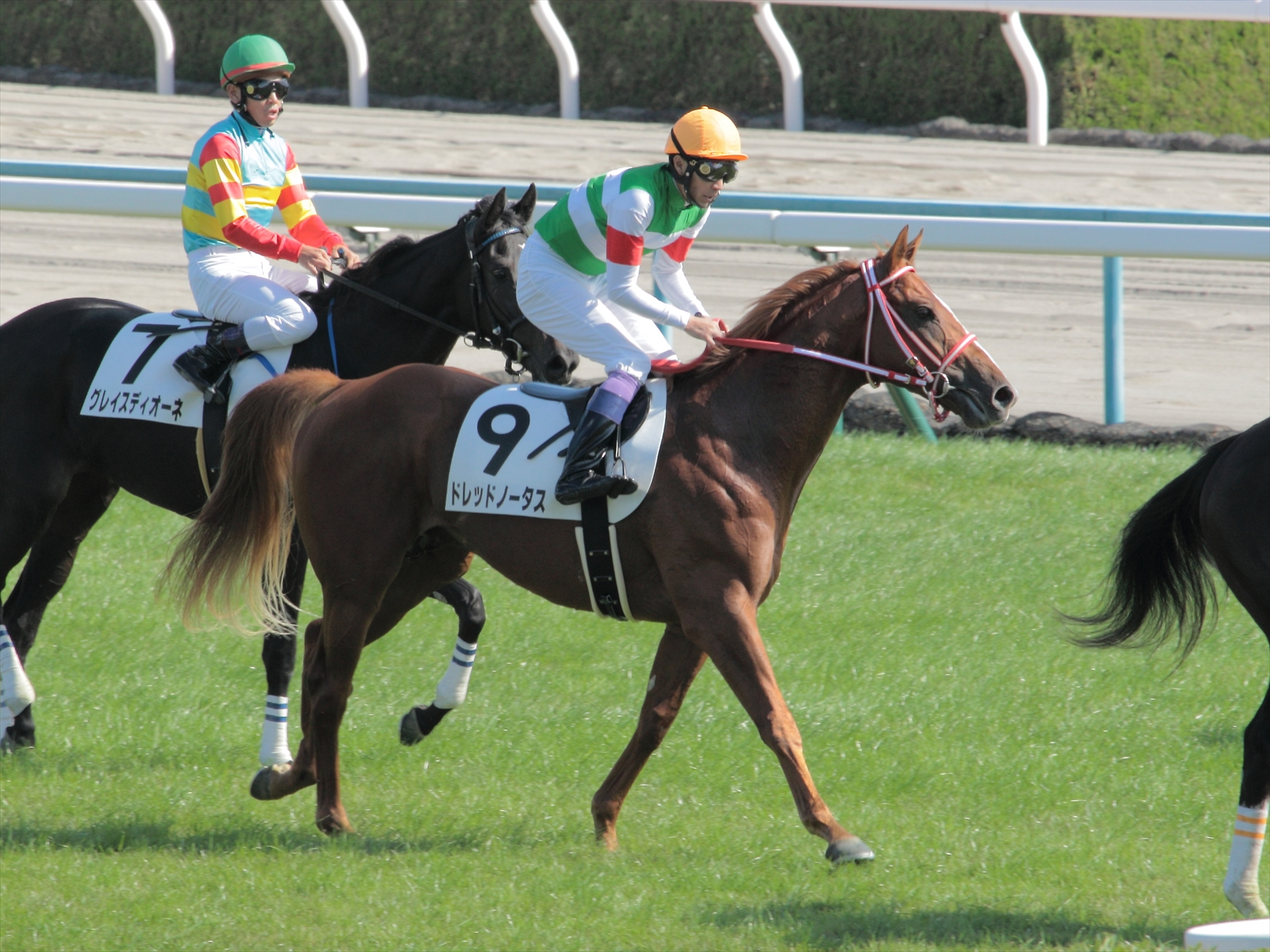
15番人気　ドレッドノータス
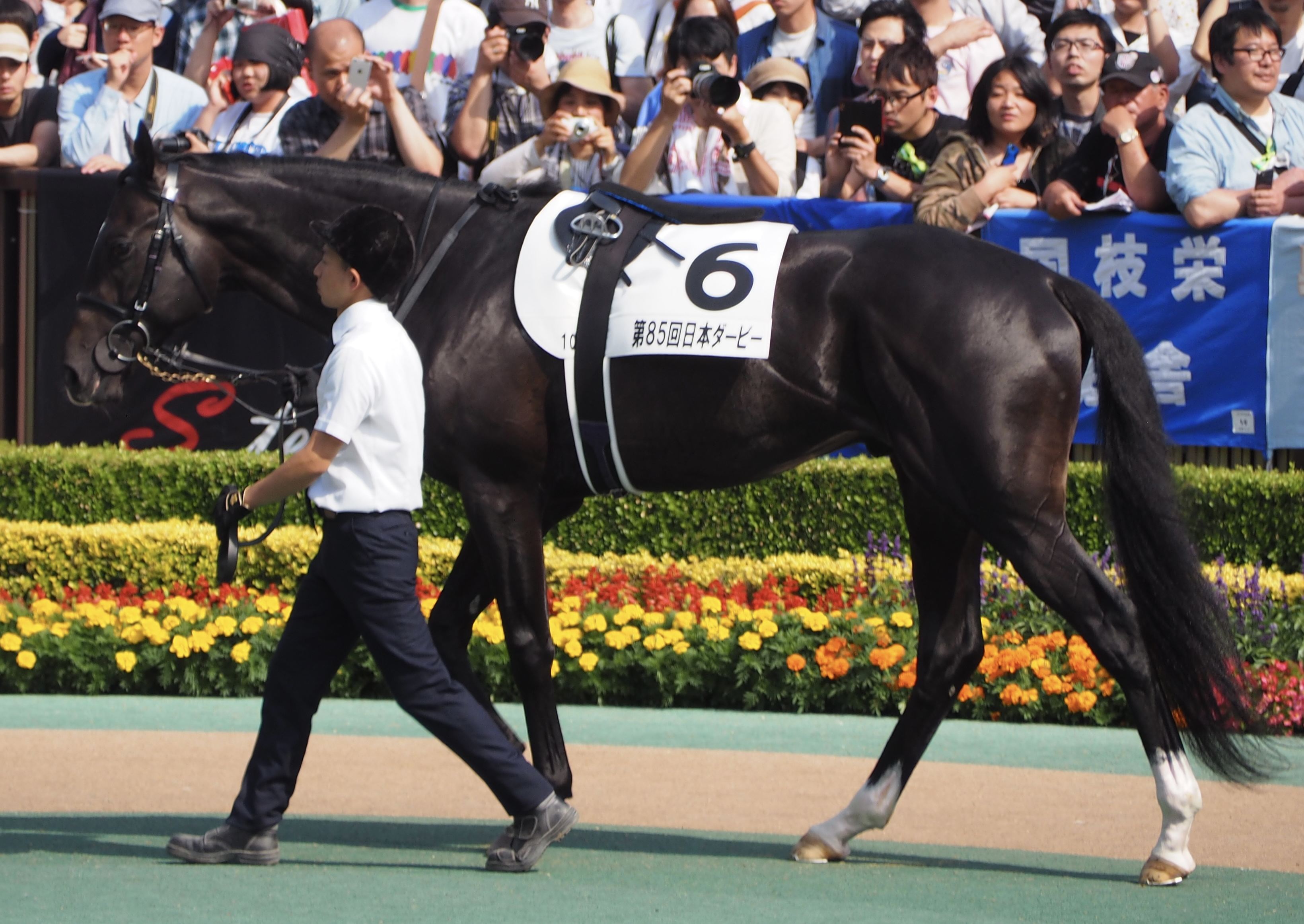
16番人気 ゴーフォザサミット（第85回東京優駿（日本ダービー）

##### 天候
10月27日当日、東京都府中市の天気予報は曇りで、降水確率20パーセント、15時時点の東京都の最高気温は20.6度で、湿度72パーセント、降水量はなく、風速1メートルで風はほとんどなかった。

#### 馬場状態
天皇賞2日前の10月25日の大雨により東京競馬場でも60.5ミリメートルの雨量を記録。25日の正午現在では、含水率が芝コースのゴール前22.5パーセント、4コーナーで21.4パーセントで不良馬場が記録された。
天皇賞前日の26日は晴天に恵まれ、含水率は芝コースのゴール前18.0パーセント、4コーナーで17.7パーセントとなり、天皇賞までに良馬場に回復した。
芝コースはこの週から内ラチから3メートルに仮柵を設けるBコースを使用した。

## 出走馬と枠順
2019年10月27日 第4回東京競馬第9日目 第11競走
天気：晴、馬場状態：良、発走時刻：15時40分
| 枠番 | 馬番 | 競走馬名           | 性齢 | 斤量 | 騎手       | 調教師     | オッズ（人気） | プレレーティング | プレレーティング | プレレーティング | プレレーティング | プレレーティング |
| 枠番 | 馬番 | 競走馬名           | 性齢 | 斤量 | 騎手       | 調教師     | オッズ（人気） | ランク           | 距離             | 対象             | 対象             | 対象             |
| 枠番 | 馬番 | 競走馬名           | 性齢 | 斤量 | 騎手       | 調教師     | オッズ（人気） | ランク           | 距離             | 格               | 競走名           | 着順             |
| ---- | ---- | ------------------ | ---- | ---- | ---------- | ---------- | -------------- | ---------------- | ---------------- | ---------------- | ---------------- | ---------------- |
| 1    | 1    | カデナ             | 牡5  | 58   | 藤岡佑介   | 中竹和也   | 126.0（10人）  | 109              | I                | GIII             | 小倉記念         | 2着              |
| 1    | 2    | アーモンドアイ     | 牝4  | 56   | C.ルメール | 国枝栄     | 1.6（1人）     | 123              | M                | G1               | ドバイターフ     | 1着              |
| 2    | 3    | ケイアイノーテック | 牡4  | 58   | 幸英明     | 平田修     | 257.8（14人）  | -                | -                | -                | -                | -                |
| 2    | 4    | スワーヴリチャード | 牡5  | 58   | 横山典弘   | 庄野康志   | 19.1（5人）    | 118              | L                | G1               | ドバイSC         | 3着              |
| 3    | 5    | アエロリット       | 牝5  | 56   | 戸崎圭太   | 菊沢隆徳   | 20.0（6人）    | 117              | M                | GI               | 安田記念         | 2着              |
| 3    | 5    | アエロリット       | 牝5  | 56   | 戸崎圭太   | 菊沢隆徳   | 20.0（6人）    | 117              | M                | GII              | 毎日王冠         | 2着              |
| 3    | 6    | ユーキャンスマイル | 牡4  | 58   | 岩田康誠   | 友道康夫   | 40.6（7人）    | 112              | I                | GIII             | 新潟記念         | 1着              |
| 4    | 7    | スティッフェリオ   | 牡5  | 58   | 丸山元気   | 音無秀孝   | 145.1（11人）  | 115              | L                | GII              | オールカマー     | 1着              |
| 4    | 8    | マカヒキ           | 牡6  | 58   | 武豊       | 友道康夫   | 53.0（8人）    | 116              | I                | GI               | 大阪杯           | 4着              |
| 5    | 9    | ダノンプレミアム   | 牡4  | 58   | 川田将雅   | 中内田充正 | 9.5（3人）     | 118              | I                | GII              | 金鯱賞           | 1着              |
| 5    | 10   | サートゥルナーリア | 牡3  | 56   | C.スミヨン | 角居勝彦   | 3.4（2人）     | 119              | I                | GI               | 皐月賞           | 1着              |
| 5    | 10   | サートゥルナーリア | 牡3  | 56   | C.スミヨン | 角居勝彦   | 3.4（2人）     | 119              | Ｌ               | GII              | 神戸新聞杯       | 1着              |
| 6    | 11   | ゴーフォザサミット | 牡4  | 58   | 北村宏司   | 藤沢和雄   | 406.1（16人）  | 108              | L                | GII              | 目黒記念         | 4着              |
| 6    | 12   | ドレッドノータス   | 騸6  | 58   | 坂井瑠星   | 矢作芳人   | 296.2（15人）  | 114              | L                | GII              | 京都大賞典       | 1着              |
| 7    | 13   | ランフォザローゼス | 牡3  | 56   | M.デムーロ | 藤沢和雄   | 150.9（13人）  | 111              | L                | GII              | 青葉賞           | 2着              |
| 7    | 14   | ワグネリアン       | 牡4  | 58   | 福永祐一   | 友道康夫   | 18.7（4人）    | 117              | I                | GI               | 大阪杯           | 3着              |
| 7    | 14   | ワグネリアン       | 牡4  | 58   | 福永祐一   | 友道康夫   | 18.7（4人）    | 117              | I                | GII              | 札幌記念         | 4着              |
| 8    | 15   | ウインブライト     | 牡5  | 58   | 松岡正海   | 畠山吉宏   | 148.9（12人）  | 120              | I                | G1               | QE2世C           | 1着              |
| 8    | 16   | アルアイン         | 牡5  | 58   | 北村友一   | 池江泰寿   | 67.9（9人）    | 119              | I                | GI               | 大阪杯           | 1着              |

## レース結果

### レース展開
アエロリットが良いスタートでハナに立ち、スティッフェリオやサートゥルナーリアがそれに倣い先頭集団を形成。その後ろのダノンプレミアムとアーモンドアイが並んだ。後方にスワーヴリチャードやワグネリアンが付けて、そのさらに後方には、ユーキャンスマイルやマカヒキ、最後尾はカデナが待機する隊列となった。
1000メートル通過のペースは59.0秒とアエロリットがマイペースの逃げに持ち込み、第4コーナーではまだ後続に1馬身離していた。これをめがけて2、3番手にいたサートゥルナーリアが手綱を持ったまま、アエロリットの外側を進出、それにつれてその外からダノンプレミアムが追い出し、先頭で3頭が並ぶ形となった。その後ろに位置していたアーモンドアイが3頭を見ながら、内を走るアエロリットと内ラチの間をすり抜け先頭に躍り出た。追い抜いた残り200メートル地点からは2番手集団を離して、ゴール板では2着馬に3馬身離す独走状態で入線した。
2番手集団は最も外のダノンプレミアムと最も内のアエロリットが横一列で入線したが、クビ差ダノンプレミアムが勝って2着、アエロリットが3着、サートゥルナーリアは直線で伸びを欠き6着に後退した。

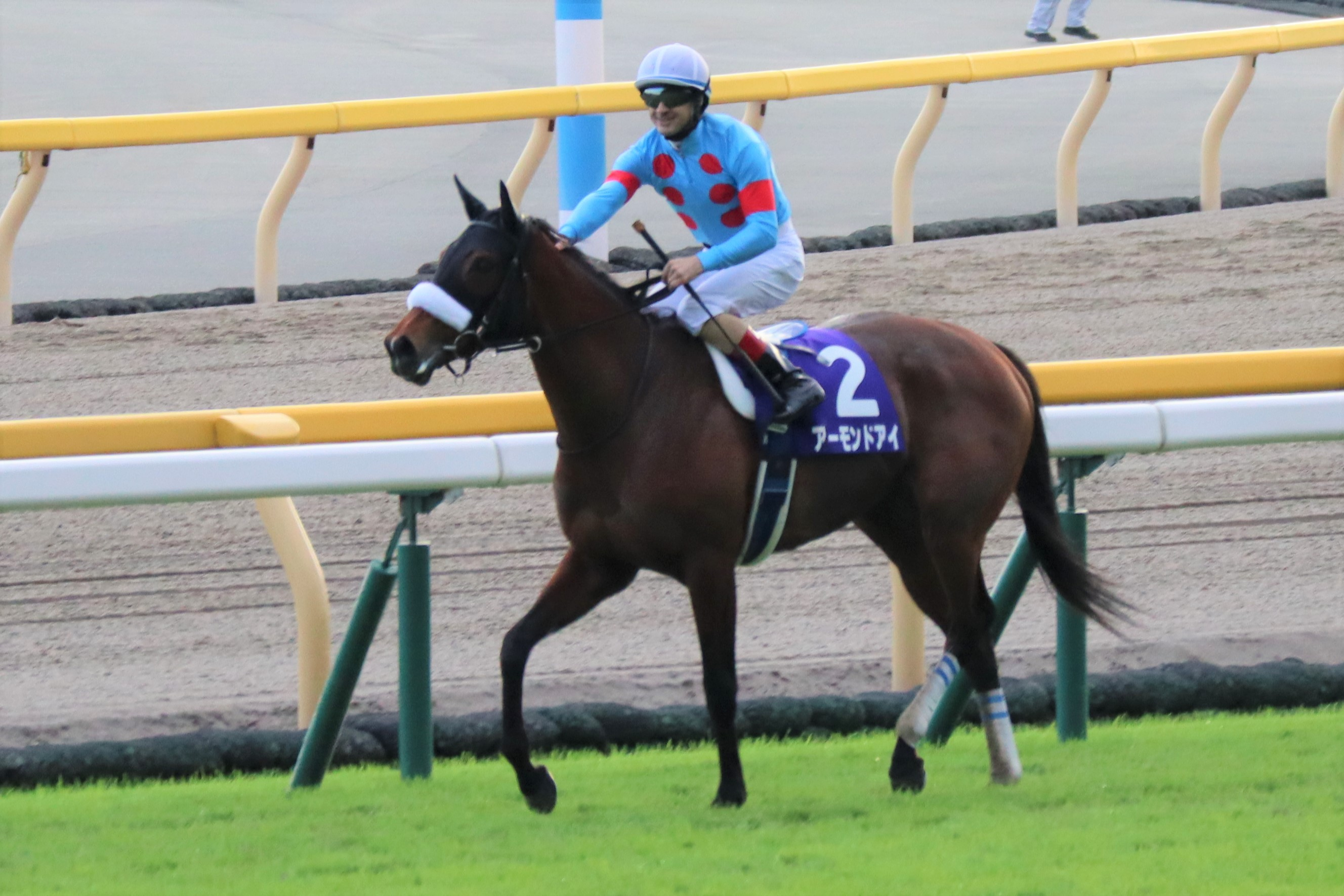
ウイニングランをするアーモンドアイ

後続集団では、ユーキャンスマイルとワグネリアンが追い込んで来たが前の集団には届かず、それぞれ4着、5着となった。

### レース着順
以下の情報は、netkeiba.comに基づく。
| 着順 | 枠番 | 馬番 | 競走馬名           | タイム | 着差     | 上がり3ハロン | 騎手        | 斤量 | 人気 |
| ---- | ---- | ---- | ------------------ | ------ | -------- | ------------- | ----------- | ---- | ---- |
| 1着  | 1    | 2    | アーモンドアイ     | 1:56.2 |          | 33.8          | C.ルメール  | 56   | 1    |
| 2着  | 5    | 9    | ダノンプレミアム   | 1:56.7 | 3馬身    | 34.5          | 川田将雅    | 58   | 3    |
| 3着  | 3    | 5    | アエロリット       | 1:56.7 | クビ     | 34.8          | 戸崎圭太    | 56   | 6    |
| 4着  | 3    | 6    | ユーキャンスマイル | 1:56.8 | クビ     | 33.7          | 岩田康誠    | 58   | 7    |
| 5着  | 7    | 14   | ワグネリアン       | 1:56.8 | クビ     | 34.0          | 福永祐一    | 58   | 4    |
| 6着  | 5    | 10   | サートゥルナーリア | 1:57.1 | 1馬身1/2 | 34.9          | Ｃ.スミヨン | 56   | 2    |
| 7着  | 2    | 4    | スワーヴリチャード | 1:57.1 | ハナ     | 34.3          | 横山典弘    | 58   | 5    |
| 8着  | 8    | 15   | ウインブライト     | 1:57.3 | 1馬身1/4 | 34.8          | 松岡正海    | 58   | 12   |
| 9着  | 2    | 3    | ケイアイノーテック | 1:57.5 | 1馬身    | 34.2          | 幸英明      | 58   | 14   |
| 10着 | 4    | 8    | マカヒキ           | 1:57.6 | 3/4馬身  | 34.4          | 武豊        | 58   | 8    |
| 11着 | 6    | 11   | ゴーフォザサミット | 1:57.7 | 3/4馬身  | 34.7          | 北村宏司    | 58   | 16   |
| 12着 | 4    | 7    | スティッフェリオ   | 1:57.9 | 1馬身1/4 | 35.9          | 丸山元気    | 58   | 11   |
| 13着 | 1    | 1    | カデナ             | 1:58.4 | 3馬身    | 34.7          | 藤岡佑介    | 58   | 10   |
| 14着 | 8    | 16   | アルアイン         | 1:58.7 | 2馬身    | 36.1          | 北村友一    | 58   | 9    |
| 15着 | 7    | 13   | ランフォザローゼス | 1:59.1 | 2馬身1/2 | 36.2          | M.デムーロ  | 58   | 13   |
| 16着 | 6    | 12   | ドレッドノータス   | 2:00.1 | 6馬身    | 37.5          | 坂井瑠星    | 58   | 15   |

### データ
| ハロンタイム        | 12.8 - 11.4 - 11.5 - 11.6 - 11.7 - 11.6 - 11.3 - 11.1 - 11.3 - 11.9 |
| 1000m通過タイム     | 59.0秒（アエロリット）                                              |
| 優勝馬上がり3ハロン | 33.8秒                                                              |
| 上がり最速          | 33.7秒（ユーキャンスマイル）                                        |

### 払戻
| 単勝   | 2         | 160円  |
| 複勝   | 2         | 110円  |
| 複勝   | 9         | 260円  |
| 複勝   | 5         | 270円  |
| 枠連   | 1-5       | 220円  |
| 馬連   | 2-9       | 920円  |
| ワイド | 2-9       | 400円  |
| ワイド | 2-5       | 400円  |
| ワイド | 5-9       | 1740円 |
| 馬単   | 2-9       | 1170円 |
| 3連複  | 2 - 5 - 9 | 3210円 |
| 3連単  | 2 - 9 - 5 | 8860円 |

## 記録
- アーモンドアイは重賞7勝目[54]、GIは（海外G1を含めて）6勝目[54]。
  - 4歳になる年の10月にGⅠ6勝目を挙げたのは、シンボリルドルフ・ディープインパクト[注 3]を超えるJRA最速記録。
- 前走の安田記念から中146日での勝利は、1984年のグレード制導入以降でレース史上最長間隔優勝となった[55]。
- 騎乗したクリストフ・ルメールは、天皇賞は（春・秋含めて）3勝目で[54]、天皇賞（秋）は2連覇で2勝目[56]。2018年の天皇賞（秋）のレイデオロ、2019年の天皇賞（春）のフィエールマンに続いて、天皇賞3連勝[54]。天皇賞3連勝は、武豊、和田竜二に並ぶ記録で史上3人目[57][55]。
- 国枝栄厩舎は、2009年の天皇賞（春）マイネルキッツ以来、天皇賞2勝目[54]。天皇賞（秋）は初勝利[56]。
- 牝馬の天皇賞（秋）制覇は、2010年のブエナビスタ以来、通算16頭目[56]。
  - 三冠牝馬の天皇賞制覇は史上初。
- 所有するシルクレーシングは、今まで6頭の挑戦で、初制覇[58]。
- 勝ちタイム1:56.2は第144回の優勝タイム1:56.1に次ぐ同レース史上2位（当時）
  - 優勝タイムとしては、2024年現在は同レース史上3位[注 4]

## エピソード
アーモンドアイ
- 騎乗したクリストフ・ルメールは、レースについて「アエロリットの後ろでいいポジションを取れましたし、サートゥルナーリアをマークして行ったんですが、早めに止まってしまったので内にスペースがあったしいい反応をしてくれました」[56]「すごい脚で伸びてくれた。結構早めに勝てると思いました。多分、きょうの彼女はトップコンディションではなかった。でも心臓と能力がすごいから楽勝でした」と絶賛した[59]。騎手としての天皇賞3連勝については、「平成最後の天皇賞を勝てて、令和最初も勝つことができた。すごくうれしい」と語った[59]。
- 国枝栄調教師は、最後の直線の伸びについて「やっぱりビックリですよね。メンバーがメンバーなので、しのぎを削ってという感じを思っていたんですけど、一気に抜けましたね」「なんか…おっかないというか…ねぇ。すごいなと。本当にビックリですね」と振り返った[60]。
- 馬主・シルクレーシングの米本昌史代表は「令和最初の天皇賞で、こうやって表彰台に立たせていただいた。アーモンドアイに感謝しています。天皇盾は何とも言えない重みがありました」「直線に向くまでの立ち回りが完璧でした。（後続を）突き放した時は鳥肌が立ちました。ひと夏越して精神的にも成長して、充実しましたね」と回顧した[58]。
- レース後、今までと同じく脚元がふらつく場面が見られたため、芝コースでの口取り記念撮影はなく、検量室前で水をかけられ、厩舎へと引き揚げた。優勝馬が姿を見せないため、競馬場内がざわついたが、国枝は「止めると少しフラッとしたので大事を取っただけ」と説明した[55]。

ダノンプレミアム
- 騎乗した川田将雅は、レースについて「スムーズに自分の競馬はできましたが、やはりアーモンドアイは強いですね。（ダノン）プレミアムなら、と思って挑みましたが、やはり強かった」と振り返った[61]。
- 中内田充正調教師は「勝った馬が強いというか、化け物」とアーモンドアイを称えた[62]。

アエロリット
- 騎乗した戸崎圭太は、レースについて「状態はさらによくなっていた。自分の形で競馬ができたし、最後も２着に入りそうな感じがあった。距離がうんぬんと言うより、本当にタフな馬」と評価した[63]。
- 菊沢隆徳調教師は「2着もあるかなと思った。よく頑張った」とした[64]。

ユーキャンスマイル
- 騎乗した岩田康誠は「力のある馬。スムーズに自分の競馬ができ、よく伸びてくれた」と評価した[65]。

ワグネリアン
- 騎乗した福永祐一は「もう1列前で競馬がしたかった。リラックスして走り、脚はたまっていた。最後はよく追い詰めただけに悔しい」と回顧した[66]。

サートゥルナーリア
- 騎乗したクリストフ・スミヨンは、敗因として精神面を挙げ「ゲートに入る前からカッカしていた。レースでも力みがあった。残り100メートルで外に逃げてしまったし、ラストはアップアップだった」[67]「地下馬道を通っているうちにだんだんとエキサイトしてきて、レース直前には、わずか1分のあいだに何度も何度も頭を上げ下げするまでになった」[68]と述べた。
- 角居勝彦は「乗り方はジョッキーに任せていましたが、積極的に前に行く競馬になりました。現時点としてはいい状態だったと思うのですが…」とした[67]。
- 本馬を管理する滝川清史調教助手がベストターンドアウト賞を受賞。「今回の受賞は非常に光栄です。誰でも取扱いができる馬になるよう躾けるのが厩舎の方針であり、それが今回の受賞につながったと思います。ありがとうございました」とコメントした[69]。

スワーヴリチャード
- 騎乗した横山典弘は「休み明けだったけど、馬は頑張ってくれた」とコメントした[70]。

ウインブライト
- 騎乗した松岡正海は「競馬上手な面を生かせた。調子が戻ればもっと上位にこれる」と分析した[70]。

ケイアイノーテック
- 騎乗した幸英明は「最後はしっかり脚を使ってくれたし、こういう競馬がいいのかな」と分析した[70]。

マカヒキ
- 騎乗した武豊は「この馬にとっては時計が速すぎた。脚をためる時間がなかった」とした[70]。

アルアイン
- 騎乗した北村友一は「強い馬相手にこの時計で外枠は厳しい」とした[70]。

## 評価
競馬評論家の安藤勝己は自身のTwitterにて、アーモンドアイについて「改めてとんでもない馬。スタート後は（サートゥルナーリアの）スミヨンに強引に入られてヒヤッとしたけど、そんな心配もどこ吹く風」「先行馬ペースで前付けした2頭が圏内に残ったけど、その手応えがまるで違う。1分56秒2で走ってやからね」とし、ダノンプレミアムについては「相手が悪かったとしか言いようがない」と評価した。

## テレビ・ラジオ中継
本レースのテレビ・ラジオ放送の実況担当者は、以下の通り。
- 日本放送協会（NHK）：稲垣秀人（大津放送局）[72]
- ラジオNIKKEI：山本直也（フリー契約）
- フジテレビ：倉田大誠
- ニッポン放送：清水久嗣（フリー契約）
- 文化放送：高橋将市
- TBSラジオ：小笠原亘
- ラジオ日本：矢田雄二郎
- 毎日放送（MBS）：仙田和吉